# Storia delle Panzer-Division nella seconda guerra mondiale

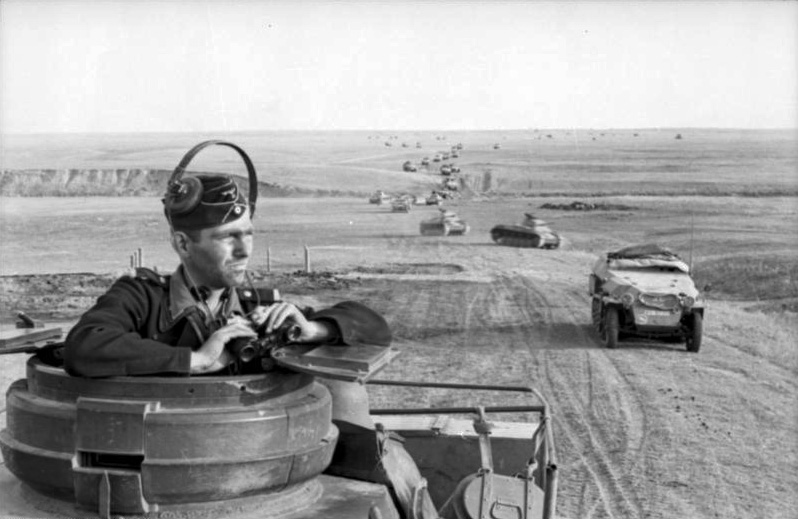
Ufficiale delle Panzertruppen scruta l'orizzonte a bordo del suo panzer, durante la marcia su Stalingrado.

Le Panzer-Division tedesche furono il punto di forza fondamentale della Wehrmacht durante la seconda guerra mondiale, e si distinsero per la grande potenza d'urto e l'efficienza bellica, sia offensiva che difensiva, su tutti i teatri d'operazione dove furono impiegati, dalle steppe russe, alle sabbie africane, alle pianure franco-belghe.
Utilizzate spesso, in particolare nella seconda parte della guerra (1943-1945), come reparti di riserva mobili impegnati per contenere attacchi nemici, risolvere situazioni d'emergenza o impedire catastrofici crolli del fronte tedesco, vennero continuamente rischierate da un teatro bellico all'altro in cui combatté il Terzo Reich, ristabilendo o capovolgendo spesso a favore della Germania le sorti dei combattimenti sul campo di battaglia.

## I Panzer all'attacco e in difesa
(Frase rivolta da Adolf Hitler al colonnello Guderian nel 1933 dopo aver assistito alle manovre delle nuove unità corazzate sperimentali dell'Esercito tedesco)
Particolarmente temute dalle forze nemiche, le Panzerdivision tedesche ottennero clamorosi successi durante la fase iniziale della guerra (1939-1942), sfruttando la loro superiorità tattica e le maggiori capacità dei loro ufficiali nella conduzione di operazioni veloci con reparti mobili, malgrado spesso la inferiorità qualitativa e numerica dei loro materiali e equipaggiamenti.

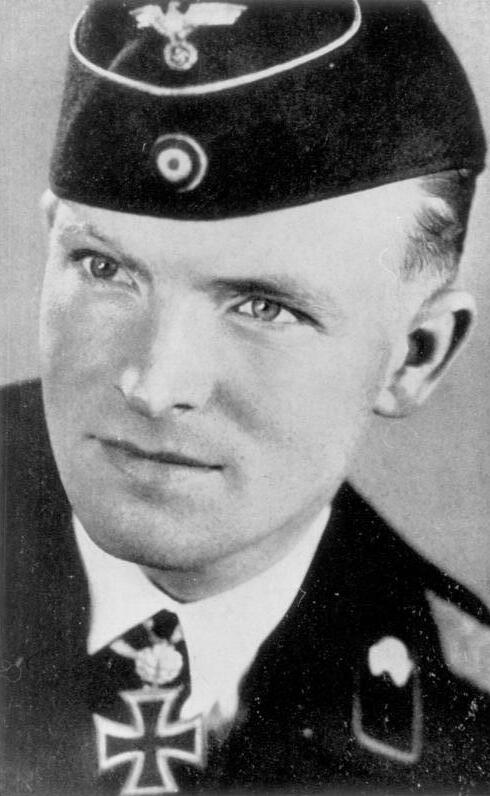
Il maggiore Helmut Hudel, decorato con la Croce di cavaliere con foglie di quercia. Visibile il teschio sul colletto della giubba nera dei carristi tedeschi.

Anche durante la maggior parte della seconda fase della guerra rimasero superiori alle forze meccanizzate nemiche, sia sul fronte orientale (dove vennero in grande maggioranza impiegate) che su quello occidentale.
Tale superiorità, attenuatasi solo negli ultimi mesi di guerra a causa delle continue perdite di equipaggi addestrati, delle carenze di materiali e carburanti, e della schiacciante superiorità numerica degli avversari (che con il tempo acquisirono anch'essi buone capacità operative), fu dovuta in parte all'eccellente equipaggiamento di cui erano dotate negli ultimi anni del conflitto, ma soprattutto alle capacità tattiche degli ufficiali comandanti delle minori unità (in grado di muovere armonicamente e in modo coordinato i vari reparti di carri, e di cooperare utilmente con i distaccamenti anticarro e esploranti della divisione corazzata) e all'esperienza, al coraggio e all'abnegazione degli equipaggi che spesso rimanevano in combattimento senza tregua per anni.
Die schwarze (I neri), come erano soprannominati i soldati delle panzertruppen, per le loro famose divise nere decorate con i teschi d'argento degli Ussari della morte di Federico il Grande di Prussia, annoverarono nei loro ranghi, durante tutta la guerra, numerosi ufficiali prestigiosi e pluridecorati e veri e propri assi capaci di accumulare un gran numero di vittorie contro i mezzi meccanizzati del nemico.
Durante la seconda guerra mondiale le Panzerdivision persero oltre 18.000 carri armati sul solo fronte est e alcune altre migliaia all'ovest, in Africa e in Italia, ma rivendicarono la distruzione di oltre 90.000 mezzi corazzati nemici (di cui almeno 70.000 sul fronte orientale).

## Schieramento e operazioni delle Panzerdivision

### 1939
La Wehrmacht entrò in combattimento il 1º settembre 1939 con un organico di sei divisioni corazzate, dotate di oltre 300 carri armati ciascuna, ma con una netta maggioranza di mezzi leggeri Panzer I e Panzer II di mediocre valore nel caso di scontri con altri mezzi meccanizzati nemici, rafforzati solo da una compagnia di carri medi Panzer IV; i nuovi carri Panzer III, considerati dall'esercito tedesco i carri armati da battaglia principali, stavano appena entrando in servizio e solo 148 erano disponibili all'inizio della campagna di Polonia. Ogni Panzerdivision era costituita da due Panzer-Regiment con quattro battaglioni corazzati in totale (Panzer-Abteilung).

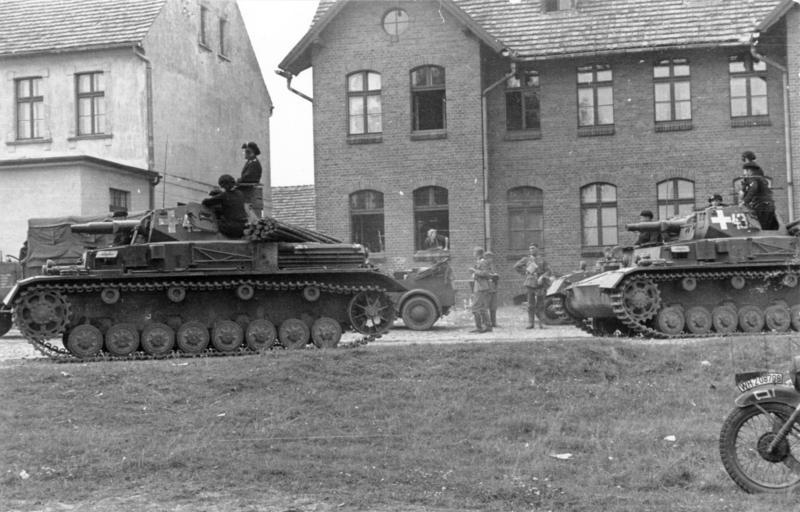
Due dei soli 213 Panzer IV disponibili durante la campagna di Polonia.

La Panzerwaffe iniziò la guerra con un totale di 3.200 carri armati, di cui oltre 2.200 mezzi leggeri; utile impiego ebbero invece 178 carri leggeri Panzer 35(t) e 78 carri medi Panzer 38(t) di origine ceca. Nonostante la carenza di mezzi veramente potenti ed efficienti le sei Panzerdivision, che vennero tutte schierate sul confine polacco per ottenere il massimo effetto d'urto, sguarnendo completamente di forze corazzate il fronte occidentale, ebbero un ruolo decisivo durante la breve campagna polacca. Guidate audacemente dagli ufficiali tedeschi addestrati alle nuove tattiche della Guerra lampo, pur subendo localmente alcuni insuccessi contro le difese fisse polacche (specialmente alle porte di Varsavia), le forze corazzate tedesche diedero una prima impressionante dimostrazione di efficienza e di rapidità di movimento contro l'antiquato esercito polacco.
Quattro delle sei Panzerdivision furono raggruppate nel Gruppo d'armate Sud del generale von Rundstedt e vennero spinte direttamente su Varsavia e poi su Brėst-Litowsk, mentre la sola 3. Panzer-Division venne assegnata al generale Heinz Guderian (comandante del 19º Panzerkorps e grande esperto di guerra corazzata) per attaccare nel corridoio di Danzica. Una sesta Panzerdivision, inizialmente denominata Panzer-Division "Kempf" e poi 10. Panzer-Division, venne schierata in Prussia orientale per cooperare con le forze del generale Guderian. Le perdite di carri armati tedeschi furono modeste: solo 217 mezzi corazzati furono totalmente distrutti.
Mentre l'esercito tedesco sbaragliava la Polonia, gli alleati occidentali non effettuarono manovre offensivo di rilievo contro le modeste forze di seconda linea lasciate dalla Wehrmacht all'ovest e non sfruttarono la totale assenza di Panzerdivision in quel teatro bellico.

#### Ordine di battaglia il 1º settembre 1939[16]
- Polonia
  - Gruppo d'armate Nord
    - 3. Panzer-Division (maggior generale Leo Geyr von Schweppenburg)
    - Panzer-Division "Kempff"/ poi riorganizzata come 10. Panzer-Division (maggior generale Werner Kempf poi maggior generale Ferdinand Schaal)

  - Gruppo d'armate Sud
    - 1. Panzer-Division (maggior generale Rudolf Schmidt)
    - 4. Panzer-Division (maggior generale Georg-Hans Reinhardt)
    - 2. Panzer-Division (maggior generale Rudolf Veiel)
    - 5. Panzer-Division (maggior generale Heinrich von Vietinghoff)

### 1940
(Winston Churchill durante i colloqui del 16 maggio 1940 a Parigi con i governanti francesi Paul Reynaud ed Édouard Daladier)

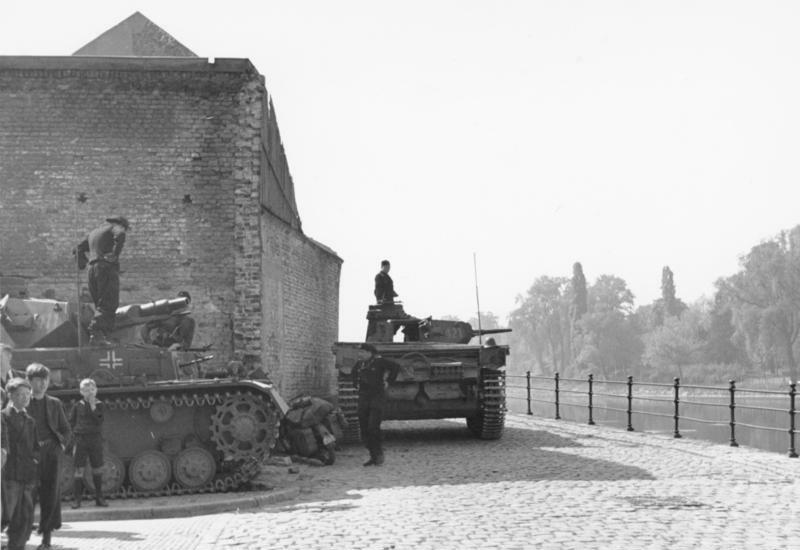
Carri armati della 4. Panzer-Division a Maastricht, durante il Fall Gelb.

Durante la campagna di Polonia la Panzerwaffe aveva impiegato anche quattro cosiddette leichte division (divisioni leggere) dotate ciascuna di un battaglione di carri armati; i risultati non completamente soddisfacenti di queste unità mobili spinsero il comando della Wehrmacht a trasformarle durante l'inverno in nuove Panzerdivision, rinforzate con una grossa percentuale di carri armati di origine ceca. Numerate da 6 a 9 queste nuove unità corazzate entrarono a far parte in primavera dello schieramento di battaglia dell'esercito tedesco per la imminente e decisiva grande offensiva sul fronte occidentale. Le Panzerdivision originarie mantennero anche nella campagna del 1940 l'organizzazione su due Panzer-Regiment e quattro Panzer-Abteilung, ma le quattro nuove divisioni corazzate, a causa della insufficienza di mezzi, vennero costituite con solo tre battaglioni corazzati.

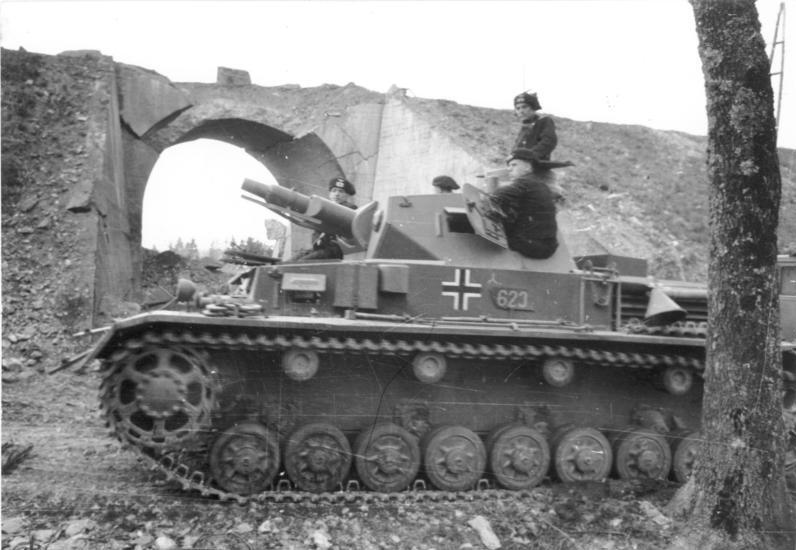
Un Panzer IV della 5. Panzer-Division in azione sul fronte occidentale.

Anche in questa occasione la Wehrmacht, grazie agli accordi con i sovietici dell'agosto 1939, poté concentrare la grande massa delle sue forze su un solo fronte e, in particolare, tutte le dieci Panzerdivision vennero subito impegnate per mettere in esecuzione il Fall Gelb, il piano strategico preparato dal comando tedesco e imperniato proprio sull'impiego in massa delle forze meccanizzate. Nel maggio 1940 la Panzerdivision avrebbero giocato un ruolo cruciale, rafforzate dal netto aumento dei nuovi carri medi e pesanti Panzer III e Panzer IV, portando a termine l'offensiva forse più riuscita e spettacolare della storia della Guerra lampo e forse dell'intera guerra mondiale, contro il nemico anglo-francese apparentemente dotato di mezzi corazzati più numerosi e più potenti (anche se malamente organizzati e addestrati).
La Wehrmacht impiegò all'ovest il 10 maggio 1940, 3.380 carri armati, di cui 280 Panzer IV, 329 Panzer III e 238 Panzer38(t). Sette delle dieci divisioni corazzate vennero assegnate al Gruppo d'armate A e sferrarono l'attacco decisivo attraverso le Ardenne, oltre la Mosa e in direzione della costa della Manica, una divisione (la 9. Panzer-Division) venne assegnata alle forze destinate ad invadere i Paesi Bassi, mentre due Panzerdivision (3. Panzer-Division e la 4. Panzer-Division) rafforzarono l'attacco diversivo del Gruppo d'armate B attraverso il Belgio.
Proprio queste due divisioni corazzate combatterono la prima grande battaglia di carri della guerra, a Hannut, contro due divisioni leggere meccanizzate francesi e riuscirono ad avere la meglio, dimostrando una netta superiorità tattica e di addestramento (grazie alla migliore disciplina del fuoco e alla capacità di manovrare a gruppi sfruttando le possibilità di comunicazione delle radio di bordo).

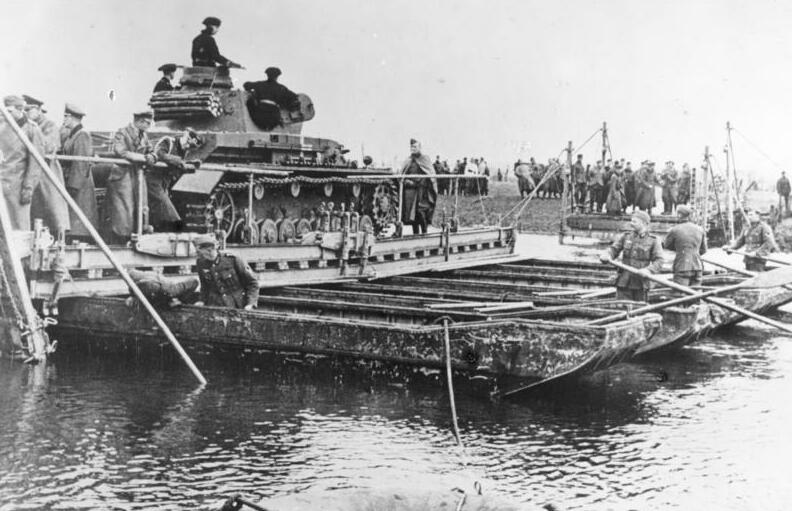
Le Panzerdivision attraversano la Mosa.

Mentre si svolgevano le battaglie in Belgio, il cuneo corazzato del generale Ewald von Kleist (cinque Panzerdivision con 1.250 panzer, 362 autoblindo e 39.000 altri veicoli a motore) sfondò completamente il fronte francese sulla Mosa, sbaragliò facilmente i disorganici contrattacchi degli inefficaci reparti blindati francesi e proseguì rapidissimo verso la costa della Manica, che fu raggiunta per prima dalla 2. Panzer-Division il 20 maggio, accerchiando tutto il raggruppamento anglo-franco-belga attirato in Belgio.
Dopo la riuscita evacuazione di Dunkerque, battaglia a cui le Panzerdivision non parteciparono, fermate e poi ritirate da Hitler per salvaguardarne l'efficienza, in vista delle nuove operazioni, le dieci divisioni corazzate vennero ridistribuite, ai primi di giugno per la nuova Operazione Rot. Dopo alcuni scontri violenti, anche il nuovo schieramento francese venne sbaragliato e le Panzerdivision dilagarono incontrollabili verso la Bretagna, la Loira, i Vosgi e il Rodano, completando trionfalmente la vittoria sulla Francia. Fu una impressionante dimostrazione di superiorità militare e fece grande scalpore a livello di politica internazionale ed anche negli ambienti militari di tutto il mondo confermando l'apparente imbattibilità delle Panzerdivision della Wehrmacht, e stimolando l'Esercito americano e anche l'Armata Rossa a ristrutturare completamente e potenziare le loro forze meccanizzate.

#### Ordine di battaglia il 10 maggio 1940[31]
- Fronte occidentale
  - Gruppo d'armate B
    - 9. Panzer-Division (maggior generale Alfred von Hubitzki)
    - 3. Panzer-Division (maggior generale Horst Stumpff)
    - 4. Panzer-Division (maggior generale Joachim Stever)

  - Gruppo d'armate A
    - 5. Panzer-Division (maggior generale Max von Hartlieb)
    - 7. Panzer-Division (maggior generale Erwin Rommel)
    - 6. Panzer-Division (maggior generale Werner Kempff)
    - 8. Panzer-Division (maggior generale Adolf Kuntzen)
    - 1. Panzer-Division (maggior generale Friedrich Kirchner)
    - 2. Panzer-Division (maggior generale Rudolf Veiel)
    - 10. Panzer-Division (maggior generale Ferdinand Schaal)

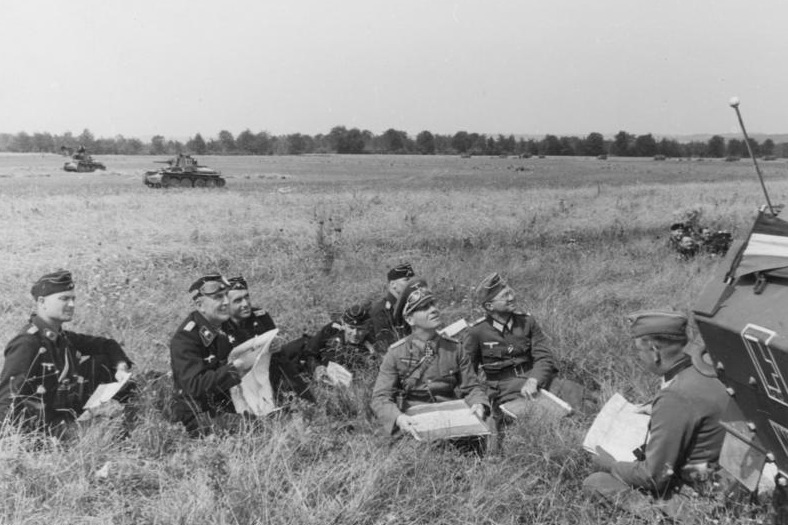
Il generale Rommel, insieme ai suoi ufficiali della 7. Panzer-Division.

Dopo la grande vittoria all'ovest, le Panzerdivision vennero naturalmente coinvolte anche nella pianificazione della prevista e rischiosa Operazione Seelöwe (sbarco in Inghilterra); quattro divisioni corazzate (7., 10., 4. e 8. Panzer-Division) avrebbero dovuto partecipare all'invasione, e quindi vennero raggruppate nell'area costiera francese. Per favorire la riuscita delle operazioni vennero studiate anche delle tecniche per permettere la marcia sottacqua dei carri armati e vennero organizzate quattro compagnie di cosiddetti Tauchpanzer (Panzer III e IV modificati) appartenenti al Panzer-Regiment 18 ed al Panzer-Regiment 6.

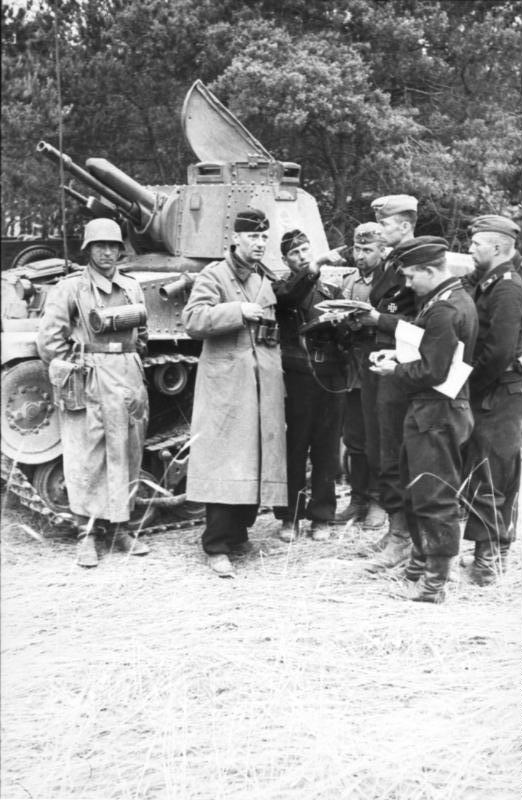
Ufficiali della 6. Panzer-Division, discutono la situazione durante la campagna di Francia.

In realtà in questo periodo Hitler diede mostra di una certa incertezza operativa, e già il 23 luglio il Führer parlò al generale Jodl di un possibile attacco all'Unione Sovietica ancor prima della resa della Gran Bretagna; quindi, per far fronte a questi molteplici impegni, venne deciso dal comando della Wehrmacht il raddoppio del numero di Panzerdivision operative disponibili (direttive del 22 e del 28 luglio). Da luglio ad ottobre vennero costituite altre dieci Panzerdivision (numerate da 11 a 20), principalmente però, a causa della carenza di carri armati moderni, sottraendo uno dei due Panzer-Regiment alle divisioni corazzate già esistenti e assegnandolo, insieme ad altri reparti appena costituiti, alle nuove formazioni meccanizzate.
Quindi le 20 divisioni corazzate della Panzerwaffe, che furono completamente pronte nella primavera, del 1941 avevano ora un solo Panzer-Regiment su due o tre Panzer-Abteilung, e un numero molto minore di carri armati (in media 180-200 panzer) anche se mantenevano una notevole potenza offensiva grazie al ritiro degli inutili carri leggeri Panzer I ed all'incremento dei carri medi Panzer IV e Panzer III (riarmati con un più efficace cannone da 50 mm/42 calibri). Inoltre, insieme a questa riduzione del numero dei carri, la nuova Panzerdivision divenne una unità più omogenea e flessibile, capace di azioni offensive e difensive più efficaci grazie al potenziamento delle unità esploranti motorizzate ed al rafforzamento delle unità anticarro (messe su mezzi cingolati) e dei reparti di fanteria meccanizzata.
Durante questa complessa fase organizzativa l'OKW e Hitler, mentre decidevano l'abbandono di Seelöwe alla fine di ottobre, panificarono una serie di opzioni operative che prevedevano l'impiego delle Panzerdivision su numerosi teatri operativi. Vennero quindi studiate le operazioni: Attila (occupazione della zona libera della Francia), Izabel (invasione del Portogallo), Felix (attacco a Gibilterra), Genziane (intervento in Albania), che vennero tutte successivamente abbandonate. Concretamente, solo le operazioni Marita (invasione della Grecia) e Sonnenblume (intervento in Libia) sarebbero state attivate, nella primavera 1941, per sostenere le forze italiane in Africa e in Grecia pericolosamente vicine ad un crollo.
Dopo molte discussioni, Hitler infine decise di sferrare l'attacco decisivo all'Unione Sovietica. L'Operazione Barbarossa, pianificata dettagliatamente il 18 dicembre 1940 e iniziata il 22 giugno 1941, avrebbe impegnato la grande maggioranza delle divisioni corazzate tedesche sul fronte orientale, dove, da quel momento, sarebbero state prevalentemente in azione per il resto della guerra.

### 1941

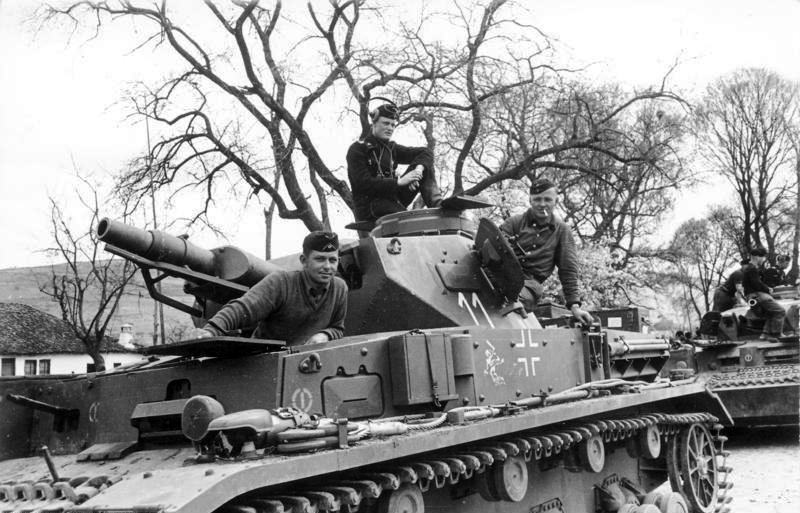
Equipaggio di un Panzer IV della 11. Panzer-Division durante l'invasione della Jugoslavia.

Fin dal settembre 1940 due delle nuove Panzerdivision appena costituite (la 13. e la 16. Panzer-Division) vennero inviate in Romania per organizzare una base di operazioni in vista dell'attacco alla Russia ed anche per occupare posizioni favorevoli per il previsto attacco alla Grecia (Operazione Marita). Durante l'inverno altre divisioni corazzate vennero schierate nell'area centro-meridionale del Reich, in preparazione dell'offensiva nei Balcani che venne infine sferrata dal 4 aprile 1941, ampliata nelle sue dimensioni dopo la decisione di invadere anche la Jugoslavia, di cui Hitler temeva il passaggio nel campo alleato.
Di fronte a forze armate antiquate e prive di reparti mobili moderni le Panzerdivision della Wehrmacht ebbero facilmente la meglio; in tre settimane la campagna balcanica si concluse con un nuovo trionfo tedesco. Tre Panzerdivision (8., 14. e 11. Panzer-Division) dilagarono in Jugoslavia, entrando a Belgrado fin dal 13 aprile (reparti della 11. Panzer-Division), mentre altre tre Panzerdivision (2., 9. e 5. Panzer-Division) attaccarono la Grecia passando per la Macedonia, aggirando la linea Metaxas, costringendo alla ritirata ed alla evacuazione via mare le insufficienti forze britanniche sbarcate a marzo in Grecia, ed entrando ad Atene (reparti della 2. e della 5. Panzer-Division) il 27 aprile. Le divisioni corazzate tedesche completarono con totale successo la nuova campagna e accentuarono ancor di più l'impressione di invincibilità e di potenza della Wehrmacht ormai dominatrice su gran parte del continente europeo.

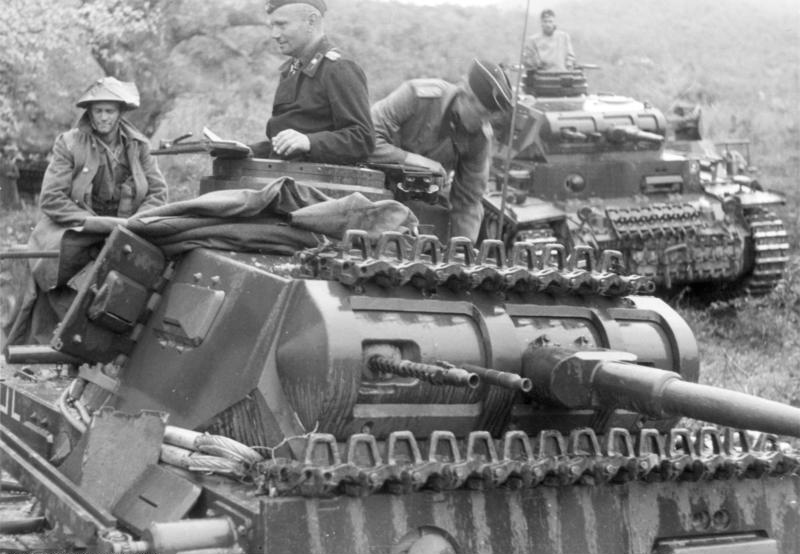
Due Panzer III della 2. Panzer-Division in azione in Grecia. Sulla torretta, in primo piano, il colonnello Hermann Balck.

Nel frattempo i panzer erano sbarcati anche in Nordafrica per sostenere e rafforzare le precarie posizioni italiane in Libia; al comando dell'energico generale Rommel, i primi reparti corazzati ad entrare in azione furono quelli della 5. Leichte division (che in agosto sarebbe stata ridenominata 21. Panzer-Division), presto raggiunti anche dalla 15. Panzer-Division. Anche in questo nuovo e difficile teatro bellico e, malgrado le carenze logistiche, le Panzerdivision si dimostrarono in grado di primeggiare, adottando abili tattiche, idonee alla guerra nel deserto, basate su vaste manovre combinate di gruppi di carri armati e fanteria motorizzata, e all'efficace impiego di sbarramenti di cannoni anticarro contro cui attirare le forze corazzate inglesi, pur numericamente superiori.
Il 22 giugno 1941, la Wehrmacht passava all'offensiva generale sull'intero fronte orientale, invadendo di sorpresa l'Unione Sovietica; a quella data ormai tutte le Panzerdivision erano state concentrate sul nuovo e gigantesco fronte, tranne le due divisioni rimaste in Africa nell'Afrikakorps; i territori occupati occidentali rimasero completamente sguarniti di riserve corazzate. Diciannove Panzerdivision entrarono in azione contro l'Armata Rossa, impegnati fin dall'inizio in aspri e prolungati scontri contro il nuovo e tenace nemico, dotato almeno teoricamente di una enorme forza corazzata (oltre 20.000 carri armati, di cui oltre 2.500 carri medi e pesanti superiori ai mezzi tedeschi).
La Panzerwaffe disponeva nel giugno 1941 di un totale di 5.200 carri armati, di cui oltre 3.500 vennero impegnati sul fronte orientale (con 965 Panzer III, 439 Panzer IV, e 772 Panzer38t). Le Panzerdivision, costituite in maggioranza da tre battaglioni corazzati con circa 150-180 carri armati, ed una maggioranza di Panzer III e IV, vennero distribuite in quattro Panzergruppen assegnati ai tre Gruppi d'armate impegnati nell'offensiva, con una concentrazione principale (nove divisioni corazzate, più due di riserva) nel raggruppamento centrale destinato secondo i piani a marciare lungo la direttrice Minsk-Smolensk-Mosca.

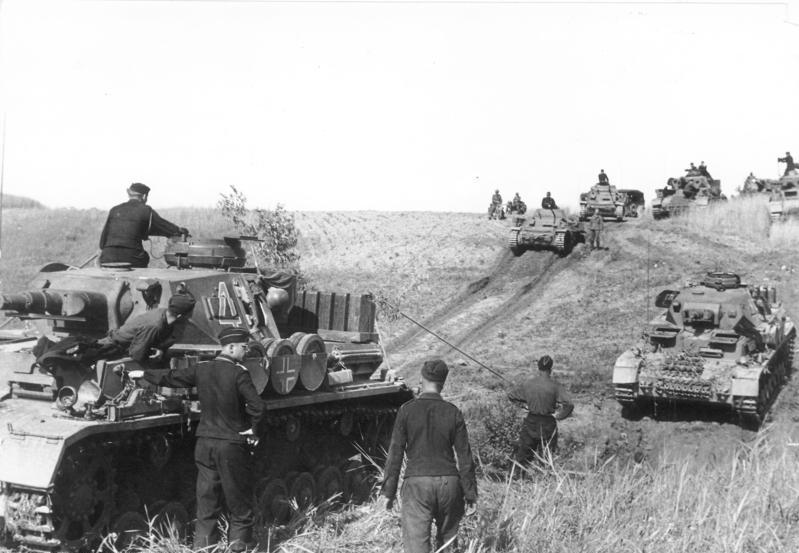
Le Panzerdivision avanzano nella torrida steppa orientale nell'estate 1941.

Gli scontri si rivelarono subito molto duri, malgrado la sorpresa e la disorganizzazione delle forze nemiche; le divisioni corazzate avanzarono fulmineamente in profondità, ma subirono perdite e dovettero respingere aspri e inattesi contrattacchi delle massicce riserve corazzate sovietiche gettate disordinatamente al contrattacco. Le battaglie di carri più grandi si svolsero a sud (battaglia di Brody-Dubno, dove furono coinvolte le 11., 16., 14. e 13. Panzerdivision) e al nord (battaglia di Reisenjai, 1. e 6. Panzer-Division): le Panzerdivision, molto più esperte e addestrate, finirono per sbaragliare le riserve nemiche, nonostante la inferiorità tecnica dei loro mezzi, grazie alle loro tattiche, al superiore addestramento e al sostegno della Luftwaffe.
Un nuovo tentativo delle forze corazzate sovietiche di fermare l'avanzata tedesca su Smolensk (nel settore del Gruppo d'armate Centro) diede luogo, il 6 luglio, ad un'altra grande battaglia di carri a Sjenno che impegnò duramente la 17. e la 18. Panzer-Division; le unità corazzate tedesche riuscirono a respingere anche questo contrattacco; le steppe russe si trasformarono in un cimitero di carri sovietici distrutti.
Le perdite nemiche durante queste prime battaglie furono infatti altissime e le forze corazzate tedesche poterono proseguire in avanti per centinaia di chilometri, chiudendo le grandi sacche di Minsk, Smolensk, Uman' e Kiev. Anche le Panzerdivision però si logorarono a causa delle enormi distanze, dell'incessante resistenza nemica, delle difficoltà del terreno e del clima e alle carenze logistiche.

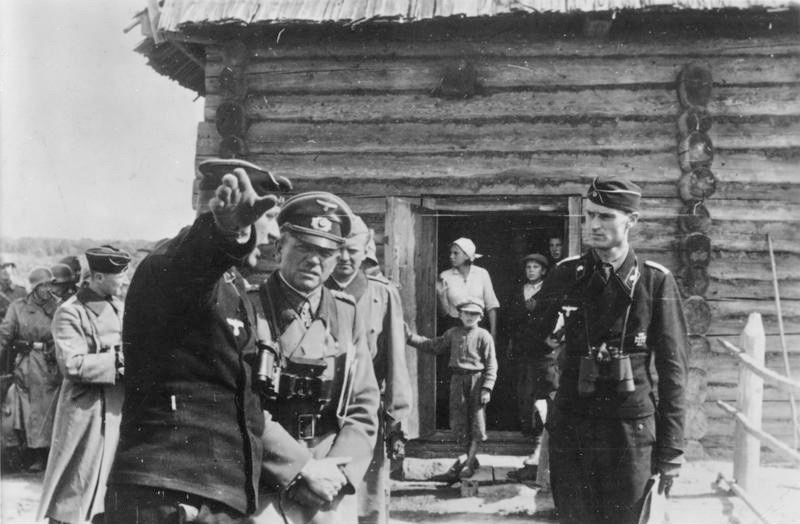
Il generale Heinz Guderian a colloquio con due ufficiali della Panzerwaffe, durante l'Operazione Barbarossa.

Alla fine di settembre la Wehrmacht effettuò un nuovo raggruppamento di forze corazzate nel Gruppo d'armate Centro, radunando quattordici delle diciannove Panzerdivision disponibili (già scese al 50-60% della loro forza iniziale) per sferrare l'attacco decisivo contro Mosca (Operazione Tifone). Dopo una brillante avanzata iniziale, e la chiusura delle sacche di Brjansk-Vjaz'ma, le Panzerdivision non riuscirono a completare la manovra, vennero contrattaccate da nuove riserve corazzate sovietiche dotate di carri T-34 (battaglia di Mčensk del 5 ottobre 1941), e dovettero infine fermarsi alle porte di Mosca (reparti della 7. e della 2. Panzer-Division), a causa della resistenza nemica ed anche per l'impraticabilità del terreno per il fango autunnale e poi per le prime nevi.
Anche gli ultimi sforzi delle forze corazzate del generale Guderian (3. e 4. Panzer-Division) fallirono di fronte alla città di Tula, mentre le unità meccanizzate in avanzata frontale contro la capitale esaurirono lentamente la loro spinta nei primi giorni di dicembre. Gravi carenze tecniche aggravarono le difficoltà delle Panzerdivision causate dal logorio della lunga avanzata e dalla rinforzata difesa nemica: cingoli dei carri troppo stretti e inadatti a muoversi nel fango o nella neve, mancanza di carburanti e lubrificanti idonei al clima russo, carenze di materiali e equipaggiamenti adeguati alla realtà sul terreno. Il 5 dicembre l'Armata Rossa passava al contrattacco generale sul fronte di Mosca provocando una grave crisi dello schieramento tedesco e causando la prima sconfitta delle indebolite e esauste Panzerdivision (spesso ridotte ciascuna a pochissimi carri armati ancora efficienti).

#### Ordine di battaglia il 22 giugno 1941[52][56]
- Fronte orientale
  - Gruppo d'armate Nord
    - 1. Panzer-Division (maggior generale Friedrich Kirchner)
    - 6. Panzer-Division (maggior generale Franz Landgraf)
    - 8. Panzer-Division (maggior generale Erich Brandenberger)

  - Gruppo d'armate Centro
    - 7. Panzer-Division (maggior generale Hans Ritter von Funck)
    - 12. Panzer-Division (maggior generale Josef Harpe)
    - 19. Panzer-Division (maggior generale Otto von Knobelsdorff)
    - 20. Panzer-Division (maggior generale Horst Stumpff)
    - 3. Panzer-Division (maggior generale Walter Model)
    - 4. Panzer-Division (maggior generale Williband von Langermann)
    - 17. Panzer-Division (maggior generale Hans-Jürgen von Arnim)
    - 18. Panzer-Division (maggior generale Walther Nehring)
    - 10. Panzer-Division (maggior generale Ferdinand Schaal)
    - 2. Panzer-Division (maggior generale Rudolf Veiel) impiegata nell'ottobre 1941
    - 5. Panzer-Division (maggior generale Gustav Fehn) impiegata nell'ottobre 1941

  - Gruppo d'armate Sud
    - 13. Panzer-Division (maggior generale Walter Düvert)
    - 14. Panzer-Division (maggior generale Friedrich Kühn)
    - 11. Panzer-Division (maggior generale Ludwig Crüwell)
    - 16. Panzer-Division (maggior generale Hans-Valentin Hube)
    - 9. Panzer-Division (maggior generale Alfred von Hubizki)

- Nord Africa
  - Afrikakorps
    - 15. Panzer-Division (maggior generale Hans Karl von Esebeck)
    - 5. Leichte-Division (maggior generale Johannes von Ravenstein) dall'agosto 1941 denominata 21. Panzer-Division

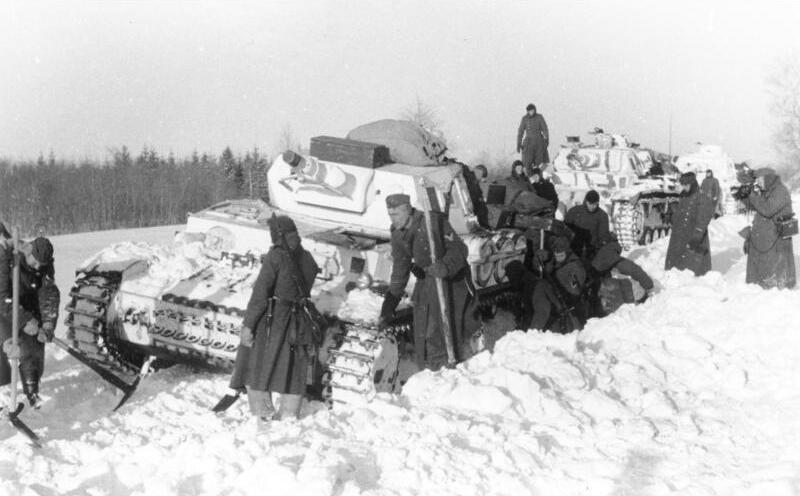
Le Panzerdivision arrancano nella neve

Durante i mesi invernali le forze tedesche sul fronte orientale furono sottoposte a incessanti attacchi e spesso dovettero cedere terreno abbandonando grandi quantità di equipaggiamenti e subendo pesanti perdite; le Panzerdivision cercarono, con i pochi mezzi corazzati disponibili, di chiudere le falle del fronte e contrattaccare localmente. Alla fine del mese di marzo 1942 l'offensiva sovietica venne finalmente fermata, ma nel frattempo la battaglia di Mosca era terminata con la sconfitta tedesca e la Wehrmacht era stata costretta per la prima volta alla ritirata.
Le divisioni corazzate tedesche, ancora in linea ma ridotte quasi a reparti di fanteria senza carri armati, necessitavano di essere completamente ricostituite. Durante la campagna del 1941 sul fronte est la Panzerwaffe, pur rivendicando la distruzione di quasi 15.000 carri armati sovietici, subì la perdite di oltre 2.750 carri armati, riducendosi, in attesa di rinforzi e di nuove unità in organizzazione nel Reich, a poche centinaia di mezzi corazzati privi di potere offensivo.
Anche in Nord Africa le due Panzerdivision schierate nel teatro (15. e 21.), dopo aver combattuto abilmente una battaglia manovrata e aver inflitto pesanti perdite al nemico grazie alle tattiche molto più efficaci, erano state infine costrette a ripiegare dalle superiori forze britanniche, ed a gennaio 1942 erano ancora in ritirata manovrata, inseguite dalle unità mobili della 8ª Armata britannica.

### 1942

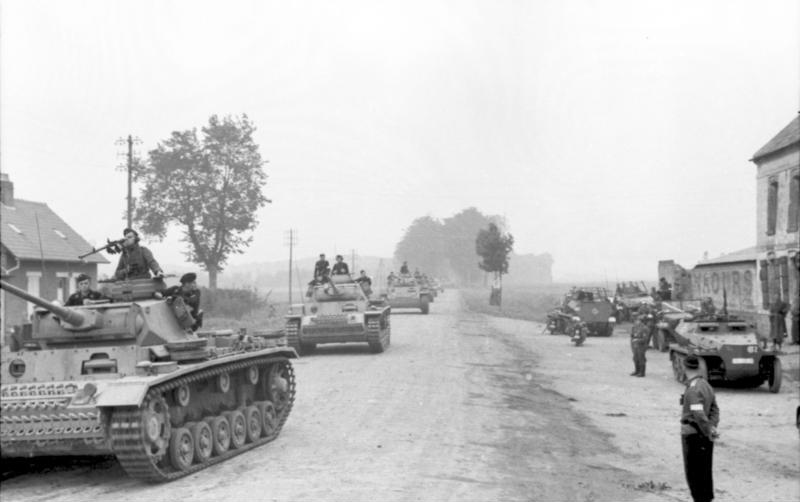
Colonna di carri Panzer III, con cannone 50mm/L60, di una delle Panzerdivision schierate in Francia nell'estate 1942

Fin dall'ottobre 1941 Hitler e l'OKW avevano deciso, coscienti dell'inevitabile prolungamento della guerra all'est e delle crescenti necessità operative di fronte ai numerosi e potenti nemici, di potenziare ulteriormente le forze corazzate con la costituzione di nuove Panzerdivision; iniziò quindi l'organizzazione delle divisioni numerate da 22 a 27. Inoltre, nei primi mesi del 1942, alla luce delle dure esperienze sul fronte orientale e della sorprendente potenza dei mezzi corazzati sovietici, la Panzerwaffe moltiplicò gli sforzi per migliorare il suo equipaggiamenti: vennero quindi introdotte le nuove versioni del Panzer III e del Panzer IV con cannoni lunghi 50mm/L60 e 75mm/L43, da distribuire alle divisioni corazzate; venne ritirata la gran parte dei carri cechi (riutilizzati per costituire unità specializzate panzerjäger) e iniziò la produzione del nuovo carro pesante Panzer VI Tiger I, di cui fu inizialmente prevista l'assegnazione non alle Panzerdivision, ma a battaglioni autonomi di carri pesanti in funzione anticarro (schwere Panzer-Abteilung).
Le carenze produttive dell'industria tedesca tuttavia non permesero di colmare completamente le pesanti perdite, pertanto in vista della nuova ed inevitabile nuova campagna estiva all'est, la maggior parte dei nuovi mezzi venne distribuita solo al gruppo di Panzerdivision destinate ad attaccare nel settore meridionale o alle nuove divisioni corazzate appena costituite e inviate al fronte (22., 23. e 24. Panzer-Division), lasciando le altre unità, schierate a nord e al centro, a ranghi ridotti, con mezzi meno moderni, e quindi privi di capacità offensiva.
Inoltre, per la prima volta, Hitler, a partire dalla direttiva del 23 marzo 1942, dovette riconoscere la possibilità di un intervento anglosassone in occidente per alleviare il peso della Wehrmacht sull'Unione Sovietica, e, quindi, la necessità di preparare anche all'ovest forze moderne dotate di riserve corazzate per fronteggiare questa pericolosa eventualità; nella primavera del 1942 tre delle migliori Panzerdivision (6., 7., e 10. Panzer-Division) vennero ritirate dal fronte orientale e schierate in Francia, dove vennero ricompletate ed equipaggiate di carri armati moderni.

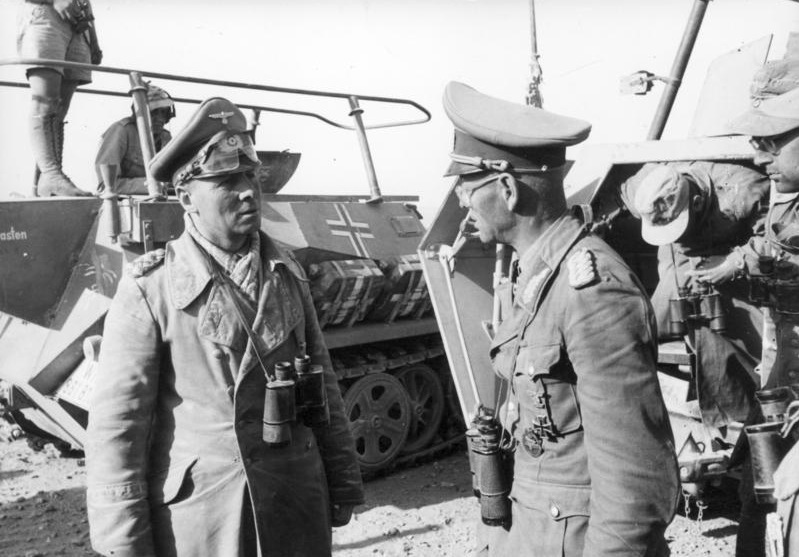
A sinistra il generale Erwin Rommel a colloquio con il generale Georg von Bismarck, comandante della 21. Panzer-Division

All'ovest vennero anche trasferite, nel caso dell'apertura di un "secondo fronte", le tre divisioni motorizzate delle Waffen-SS ("Leibstandarte Adolf Hitler", "Das Reich" e "Totenkopf") che furono rafforzate, nel quadro del programma di potenziamento di queste formazioni fidate, con numerosi mezzi corazzati ultimo modello, trasformandole in vere divisioni corazzate (anche se mantennero per il momento la denominazione ufficiale di divisioni motorizzate). Anche la Divisione SS "Wiking" e le altre divisioni motorizzate dell'esercito schierate all'est (tra cui la formazione d'élite Panzergrenadier-Division Großdeutschland) ricevettero nuovi battaglioni di carri armati per rafforzarne il potenziale offensivo in vista della campagna d'estate.
Anche le due Panzerdivision dell'Afrikarkorps (15. e 21., con circa 300 carri armati) vennero riequipaggiate con carri moderni, e Rommel fu quindi in grado di riprendere la guerra di movimento nel deserto, dimostrando ancora una volta la superiorita dei flessibili metodi tattici delle forze corazzate tedesche rispetto alle rigide tattiche britanniche. A Gazala, nonostante alcune difficoltà iniziali causate dalla superiorità tecnica dei nuovi carri americani M3 Lee/Grant, le Panzerdivision inflissero alle forze corazzate inglesi la più pesante sconfitta della loro storia (11-13 giugno) e, dopo aver conquistato Tobruch, poterono proseguire in Egitto, dove però furono costrette ad arrestarsi davanti a El Alamein a causa dell'esaurimento dei mezzi, delle difficoltà di rifornimento e del rafforzamento della resistenza britannica (luglio 1942).
Alla vigilia della ripresa delle operazioni nella primavera 1942, la Wehrmacht disponeva, nonostante l'incremento della produzione bellica, solo di 5.300 panzer, di cui circa 3.200 direttamente impegnati sul Fronte orientale, quindi un numero inferiore rispetto al 22 giugno 1941. Circa 2.200 di questi carri armati furono concentrati dall'Alto comando nelle formazioni schierate nel Gruppo d'armate Sud, la cui missione era di avanzare contemporaneamente verso il Volga e in direzione del Caucaso (Operazione Blu).

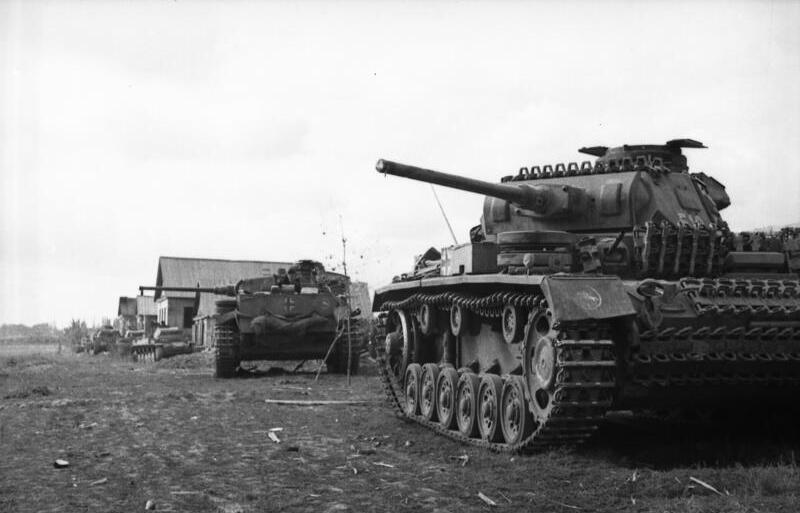
I Panzer III della 24. Panzer-Division avanzano nell'estate 1942 verso Stalingrado.

Le nove Panzerdivision entrate in azione il 28 giugno 1942, ben equipaggiate e addestrate, diedero prova di una netta superiorità tecnica e tattica sul nemico. Nei grandi scontri di carri armati di Char'kov (14. e 16. Panzer-Division: maggio 1942), Voronež (9. e 24. Panzer-Division: luglio 1942) e Kalač (16. e 24. Panzer-Division: agosto 1942) le Panzertruppen inflissero pesanti sconfitte ai nuovi corpo corazzati dell'Armata Rossa, pur numericamente superiori.
Le Panzerdivision avanzarono rapidamente oltre il Don e dilagarono anche in profondità nel Caucaso; il 23 agosto la 16. Panzer-Division raggiunse il Volga a nord di Stalingrado. Da quel momento, a causa del logoramento e delle perdite, e anche alla mancanza di rinforzi, cominciarono le difficoltà per i tedeschi: le tre divisioni corazzate inviate nel Caucaso (3., 13. e 23.) furono fermate in autunno alla periferia di Groznij, mentre le altre tre divisioni (14., 16., e 24.), risucchiate nei combattimenti a Stalingrado sprecarono i loro preziosi panzer negli scontri stradali, subendo inutili perdite. Alla metà di novembre le Panzerdivision del Gruppo d'armate B erano molto indebolite e bloccare sul Volga, mentre solo le deboli 22. e 27. Panzer-Division rimanevano in riserva. Il 19 novembre 1942 il Gruppo d'armate B disponeva di soli 326 carri armati tedeschi (oltre a 110 carri rumeni), mentre l'Armata Rossa stava per sferrare la sua grande offensiva a tenaglia con oltre 1.500 mezzi corazzati.

#### Ordine di battaglia il 28 giugno 1942[71][72]
- Fronte orientale
  - Gruppo d'armate Nord
    - 8. Panzer-Division (maggior generale Erich Brandenberger)
    - 12. Panzer-Division (colonnello Walter Wessel)

  - Gruppo d'armate Centro
    - 1. Panzer-Division (maggior generale Walter Krüger)
    - 2. Panzer-Division (maggior generale Arno von Lenski)
    - 4. Panzer-Division (maggior generale Hans Eberbach)
    - 5. Panzer-Division (maggior generale Gustav Fehn)
    - 17. Panzer-Division (maggior generale Eduard Licht)
    - 18. Panzer-Division (maggior generale Karl von Thüngen)
    - 19. Panzer-Division (maggior generale Gustav Schmidt)
    - 20. Panzer-Division (maggior generale Wilhelm Ritter von Thoma)

  - Gruppo d'armate Sud
    - 11. Panzer-Division (colonnello Hermann Balck)
    - 9. Panzer-Division (maggior generale Johannes Baessler)
    - 24. Panzer-Division (maggior generale Bruno Ritter von Hauenschild)
    - 23. Panzer-Division (maggior geberale Hans von Boineburg-Lengsfeld)
    - 3. Panzer-Division (tenente generale Hermann Breith)
    - 14. Panzer-Division (maggior generale Ferdinand Heim)
    - 16. Panzer-Division (maggior generale Hans-Valentin Hube)
    - 13. Panzer-Division (maggior generale Traugott Herr)
    - 22. Panzer-Division (maggior generale Wilhelm von Apell)

- Fronte occidentale
  -     - 6. Panzer-Division (maggior generale Erhard Raus)
    - 7. Panzer-Division (maggior generale Hans Ritter von Funck)
    - 10. Panzer-Division (maggior generale Wolfgang Fischer)
- Nord Africa
  - Afrikakorps
    - 15. Panzer-Division (colonnello Eduard Crasemann)
    - 21. Panzer-Division (maggior generale Georg von Bismarck)
- Norvegia
  -     - 25. Panzer-Division (maggior generale Johannes Haarde)

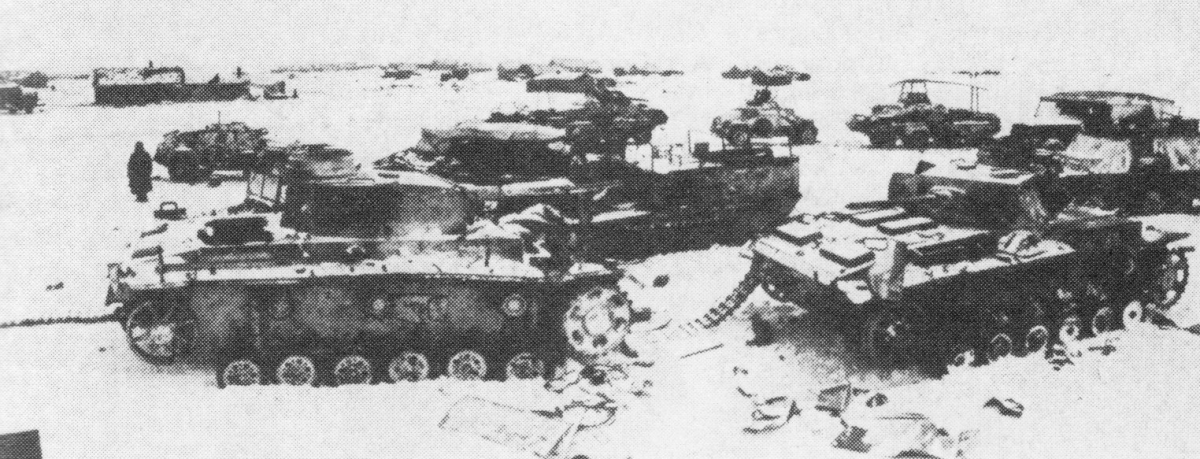
Mezzi corazzati tedeschi distrutti e abbandonati sul fronte di Stalingrado nell'inverno 1942-43.

Il 4 novembre era terminata la seconda battaglia di El Alamein; le due Panzerdivision del generale Rommel, in schiacciante inferiorità numerica di fronte alle forze britanniche potenziate dai carri americani M4 Sherman, dopo una strenua resistenza e ridotte a poche decine di mezzi, furono infine sconfitte e batterono in ritirata verso la Libia.
Sul fronte orientale il 23 novembre i corpi corazzati sovietici completarono con pieno successo la loro gigantesca manovra d'accerchiamento (operazione Urano) nel settore di Stalingrado. Per la prima volta nella guerra i reparti corazzati dell'Armata Rossa furono in grado di avere la meglio in campo aperto contro le Panzer-Division tedesche; inizialmente i carristi sovietici respinsero i confusi contrattacchi della 22. Panzer-Division del generale Ferdinand Heim e quindi sconfissero nettamente anche le tre deboli divisioni corazzate del generale Hans-Valentin Hube, 14., 16. e 24. Panzer-Division, accorse a occidente del fiume Don per cercare di fermare l'avanzata nemica. Al termine dell'operazione Urano, furono accerchiate nell'area di Stalingrado 20 divisioni della 6. Armata, tra cui le tre Panzer-Division del generale Hube.
Per fronteggiare questa serie di sconfitte e la sorprendente invasione anglo-americana del Nord Africa francese (Operazione Torch), Hitler fu costretto inizialmente a procedere all'operazione Anton (invasione della zona libera della Francia), eseguita rapidamente l'11 novembre dalla 7. e 10. Panzer-Division e dalla Divisione Waffen-SS "Das Reich", e quindi ad inviare in Tunisia la 10. Panzer-Division, equipaggiata con oltre 150 mezzi corazzati, per bloccare l'avanzata delle truppe alleate sbarcate l'8 novembre in Nord Africa. La catastrofica situazione sul fronte di Stalingrado impose il trasferimento d'urgenza all'est della 6. Panzer-Division che era in realtà già in movimento dal 3 novembre e che arrivò in linea il 28 novembre con 159 carri armati; il 15 dicembre l'alto comando decise, a causa dell'aggravarsi della situazione, l'invio sul Fronte orientale anche della 7. Panzer-Division con 146 mezzi blindati. La 6. Panzer-Division, rinforzata dalle 11., 17. e 23. Panzer-Division, richiamate dal Gruppo d'armate Centro e dal Gruppo d'armate A, eseguì dal 12 dicembre un disperato tentativo di sbloccare la 6. Armata: dopo dure battaglie invernali con i mezzi corazzati sovietici, il contrattaccò fallì, anche in conseguenza della nuova travolgente offensiva sovietica sul Don del 16 dicembre.
Alla fine dell'anno la situazione tedesca nel settore meridionale del fronte est, era molto precaria, nonostante alcuni abili contrattacchi della 6. e 11. Panzer-Division, mentre le forze corazzate dell'Armata Rossa proseguivano la loro vigorosa avanzata invernale. Nel complesso, la Wehrmacht perse nel 1942 sul fronte orientale circa 2.650 carri armati e rivendicò oltre 12.000 mezzi corazzati sovietici distrutti.

#### Ordine di battaglia il 19 novembre 1942[77][78]
- Fronte orientale
  - Gruppo d'armate Nord
    - 8. Panzer-Division (tenente generale Erich Brandenberger)
    - 12. Panzer-Division (maggior generale Walter Wessel)

  - Gruppo d'armate Centro
    - 1. Panzer-Division (maggior generale Walter Krüger)
    - 2. Panzer-Division (maggior generale Vollrath Lübbe)
    - 4. Panzer-Division (tenente generale Hans Eberbach)
    - 5. Panzer-Division (maggior generale Gustav Fehn)
    - 9. Panzer-Division (maggior generale Walter Scheller)
    - 17. Panzer-Division (maggior generale Fridolin von Senger und Etterlin)
    - 18. Panzer-Division (maggior generale Erwin Menny)
    - 19. Panzer-Division (maggior generale Gustav Schmidt)
    - 20. Panzer-Division (colonnello Heinrich von Lüttwitz)
    - 11. Panzer-Division (maggior generale Hermann Balck)

  - Gruppo d'armate B
    - 14. Panzer-Division (maggior generale Johannes Baessler)
    - 16. Panzer-Division (maggior generale Günther Angern)
    - 24. Panzer-Division (maggior generale Arno von Lenski)
    - 22. Panzer-Division (colonnello Eberhard Rodt)
    - 27. Panzer-Division (colonnello Helmuth Michalik)

  - Gruppo d'armate A
    - 3. Panzer-Division (maggior generale Franz Westhoven)
    - 13. Panzer-Division (maggior generale Helmuth von der Chevallerie)
    - 23. Panzer-Division (maggior generale Hans von Boineburg-Lengsfeld)

- Fronte occidentale
  -     - 6. Panzer-Division (maggior generale Erhard Raus)
    - 7. Panzer-Division (maggior generale Hans Ritter von Funck)
- Nord Africa
  -     - 15. Panzer-Division (maggior generale Gustav von Vaerst)
    - 21. Panzer-Division (Heinz von Randow)
    - 10. Panzer-Division (maggior generale Wolfgang Fischer)
- Norvegia
  -     - 25. Panzer-Division (tenente generale Johannes Haarde)

In costituzione/riserva
- -     - 26. Panzer-Division (maggior generale Smilo von Lüttwitz)
    - Panzer-Division "Hermann Göring" (maggior generale Paul Conrath)

### 1943

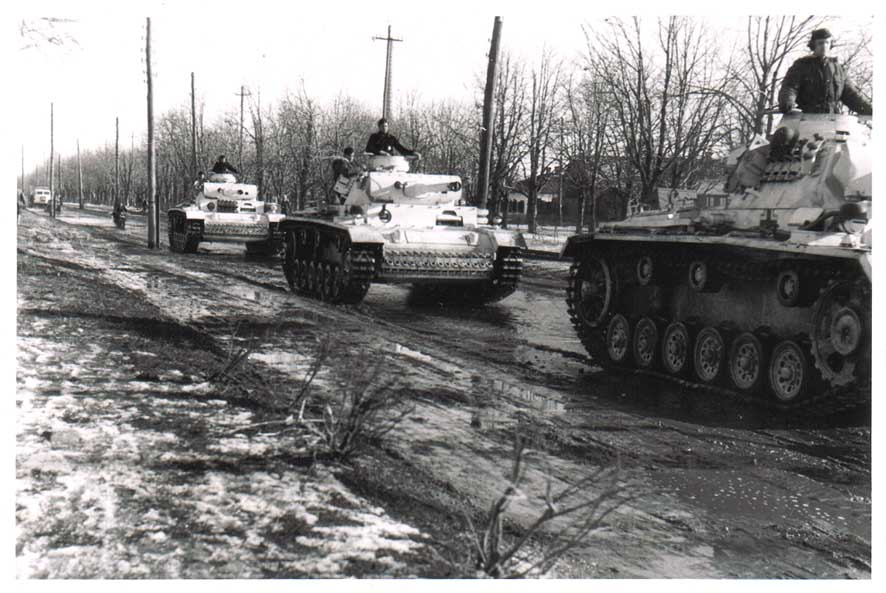
Carri armati Panzer III, durante la Terza battaglia di Char'kov.

Il 2 febbraio 1943 la lunga battaglia di Stalingrado terminava con la schiacciante vittoria dell'Armata Rossa e con la resa degli ultimi resti della 6. Armata; all'interno della sacca vennero distrutte anche le tre Panzerdivision accerchiate (14., 16. e 24.), mentre, durante gli scontri di novembre e dicembre, erano state sbaragliate dai corpi corazzati sovietici anche la 22. e la 27. Panzer-Division. Durante i primi giorni di febbraio l'avanzata sovietica nel settore meridionale del fronte est sembrò quasi inarrestabile e la sconfitta tedesca irreversibile; invece il Comando tedesco del feldmaresciallo von Manstein riuscì sorprendentemente a riorganizzare le sue forze ed a passare al contrattacco dal 21 febbraio, dopo aver concentrato tutte le Panzerdivision ancora disponibili (sette divisioni corazzate, ma con solo 400 carri armati in tutto) e grazie all'afflusso delle tre Panzergrenadier-Division SS ("Leibstandarte Adolf Hitler", Das Reich" e "Totenkopf"), potenziate da un gran numero di carri armati moderni, tra cui una compagnia di carri pesanti Tiger, e trasferite dal 30 dicembre 1942 dalla Francia.
Anche la potente Panzergrenadier-Division "Grossdeutschland", equipaggiata anche con carri Tiger, venne richiamata dal Gruppo d'armate Centro per partecipare al contrattacco. Il 14 marzo la controffensiva delle Panzerdivision, che diedero ancora una volta prova di abilità tattica e di superiore addestramento negli improvvisi scontri tra carri, si concluse con pieno successo con la riconquista di Char'kov e la dura sconfitta delle esauste e decimate colonne meccanizzate sovietiche.
Mentre il fronte orientale, alla fine di marzo, trovava una precaria stabilizzazione, proseguiva la battaglia in Tunisia che vedeva coinvolte tre Panzerdivision (la 10., dotata anche di carri Tiger, la 15. e la 21.) ed elementi della Divisione "Hermann Göring". A Sidi Bou Zid e a Kasserine i Panzer della 10. e della 21. Panzer-Division diedero una sonora lezione di tattica nel deserto alle inesperte unità corazzate americane, ma con il passare dei giorni la situazione italo-tedesca, a causa delle difficoltà di collegamento e delle carenze di equipaggiamento divenne drammatica.

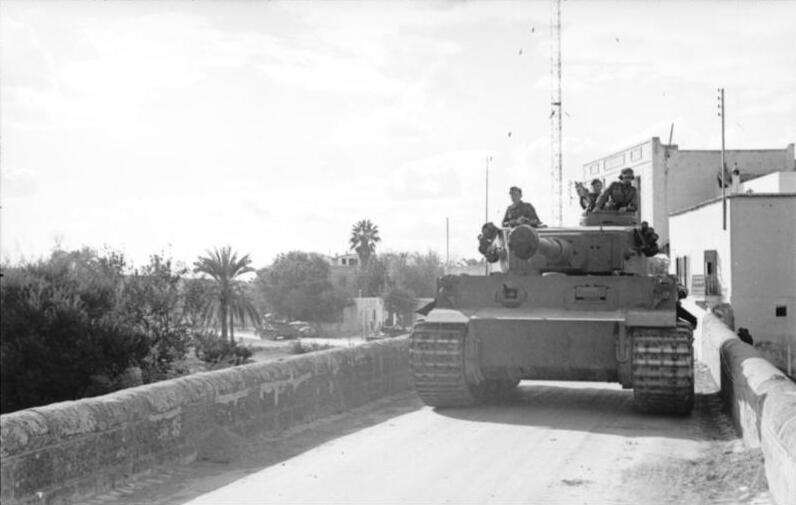
Carro Tiger, in marcia in Tunisia

Il 12 maggio 1943 la campagna ebbe termine con la resa di tutte le forze italo-tedesche, comprese le tre Panzerdivision che si erano battute valorosamente fino all'ultimo. Entro la primavera, quindi, la Panzerwaffe dovette cancellare dal suo ordine di battaglia ben otto divisioni corazzate, mentre il numero dei carri disponibili sul fronte est era sceso a soli 2.500 mezzi corazzati. Hitler aveva nominato già a febbraio il prestigioso generale Guderian Ispettore della Panzerwaffe, per razionalizzare e potenziare la produzione di armamenti (venne accresciuto il numero dei Panzer IV e dei Tiger, e venne introdotto il nuovo carro medio Panther), e migliorare l'organizzazione e la struttura delle forze corazzate, uscite gravemente indebolite dalle ultime campagne.
Anche per motivi propagandistici si diede immediatamente inizio alla ricostituzione della maggior parte delle Panzerdivision distrutte, e in primavera rinacquero nel territorio del Reich la 14., la 16. la 24. e la 21. Panzer-Division, mentre sul fronte orientale vennero concentrate un gran numero di formazioni corazzate e di carri armati moderni (tra cui oltre 100 Tiger e i primi due battaglioni di Panther) per tentare una ultima offensiva decisiva contro l'Armata Rossa, nel settore di Kursk.
Mentre le Panzerdivision sul fronte orientale si raggruppavano e veniva continuamente rafforzate con massicci afflussi di materiali moderni, Hitler e l'OKW dovettero anche approntare riserve mobili da impiegare soprattutto nell'area mediterranea nella probabile eventualità di un attacco anglosassone all'alleato italiano. Alcune delle divisioni corazzate o motorizzate in ricostituzione in occidente vennero inviate in Sicilia (Panzer-Division Hermann Göring) e in Italia meridionale (16. Panzer-Division), mentre, su insistenza del Führer, la ben equipaggiata 1. Panzer-Division si spostò in Grecia, in caso di pericolose minacce britanniche sui Balcani; all'ovest rimasero solo la 26. Panzer-Division (che sarebbe presto partita a sua volta per l'Italia) e una serie di formazioni corazzate dell'esercito o delle Waffen-SS in fase di costituzione.

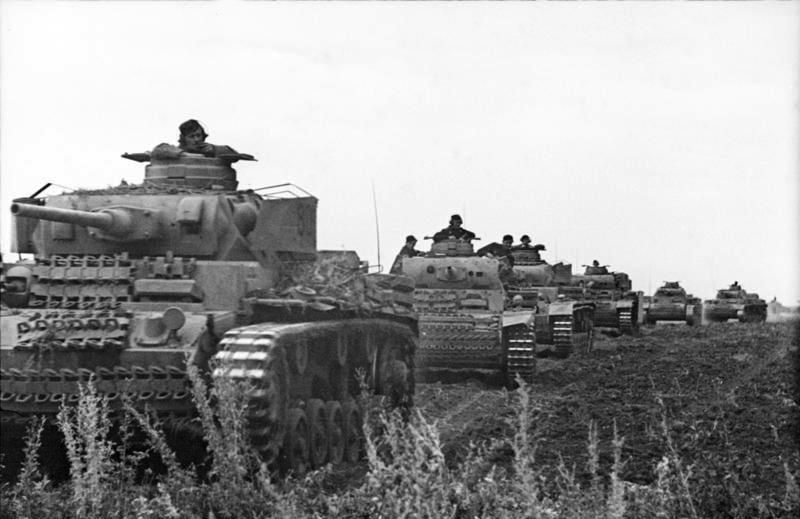
Carri armati tedeschi in marcia durante la battaglia di Kursk.

Il 5 luglio, giorno d'inizio dell'"Operazione Zitadelle" sul fronte di Kursk, la Panzerwaffe disponeva in totale di soli 4.500 carri armati, di cui oltre 3.400 schierati all'est; di questi oltre 2.500 avrebbero partecipato alla grande battaglia nel settore centrale del fronte orientale che avrebbe visto coinvolti migliaia di mezzi corazzati negli scontri di carri più grandi e violenti della seconda guerra mondiale.
Per dieci giorni le forze corazzate tedesche (sei Panzerdivision del Gruppo d'armate Centro e sei del Gruppo d'armate Sud, rafforzate dalle tre potenti divisioni Panzergrenadier Waffen-SS, dalla divisione Panzergrenadier d'élite "Grossdeutschland" e da alcuni battaglioni di carri pesanti Tiger) attaccarono le solide difese sovietiche, potentemente rafforzate con cannoni e mine anticarro, a sud e a nord di Kursk; gli scontri furono molto duri e le Panzerdivision avanzarono solo con difficoltà e a costo di gravi perdite di fronte ai famosi fronti anticarro dell'Armata Rossa.
Gli equipaggi dei carri armati tedeschi fecero del loro meglio e tutti i contrattacchi dei corpi corazzati sovietici furono respinti con gravi perdite; a Prokhorovka il 12 luglio le tre divisioni Waffen-SS, le più potenti dello schieramento tedesco, riuscirono a contenere il coraggioso contrattacco dei carri sovietici spinti alla massima velocità per affrontare i mezzi nemici a distanza ravvicinata. Nonostante questi successi locali, le forze tedesche finirono per logorarsi lentamente e furono costrette ad interrompere l'offensiva con un fallimento strategico complessivo.
L'Armata Rossa, lungi dall'essere indebolita dalle due perdite subite, passò a sua volta all'offensiva prima a Orël, sferrando l'operazione Kutuzov con l'impiego di tre armate corazzate e poi a Char'kov (5 agosto) con altre due armate corazzate, e mise in difficoltà le esauste divisioni tedesche. Il resto dell'estate e l'autunno sul fronte est fu caratterizzato da nuovi furiosi scontri di carri nel saliente di Orël, dove le Panzerdivision dell'esercito, impiegate con abilità dal generale Walter Model, riuscirono a rallentare l'avanzata sovietica, e ad Achtyrka e a Bogoduchov, nel saliente di Char'kov, dove i corpi carri sovietici finirono per avere la meglio nonostante le pesanti perdite. La metodica avanzata sovietica continuò nonostante i tentativi di contrattacco delle Panzerdivision ormai molto carenti di mezzi.

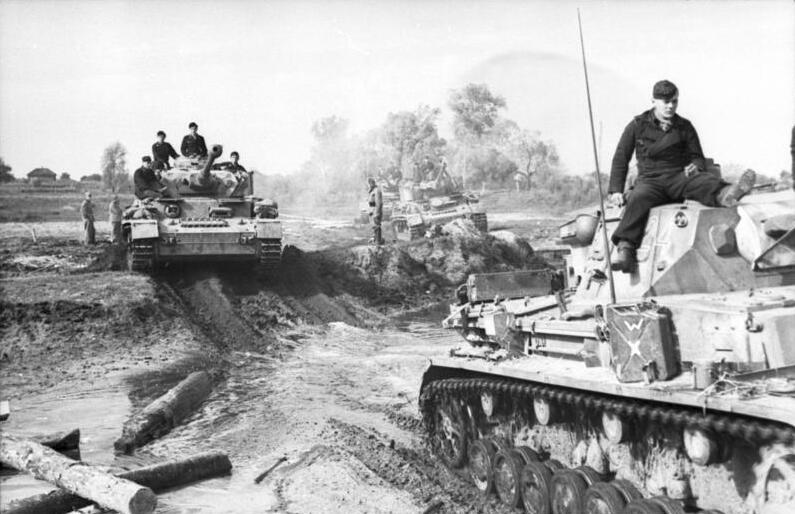
Panzer IV in marcia sul fronte orientale

La ritirata tedesca proseguì a ovest del Dniepr, mentre le armate corazzate sovietiche con mezzi molto superiori riuscirono a superare il fiume e a conquistare, con un'abile manovra di sorpresa, Kiev (6 novembre 1943). Le Panzerdivision schierate nel Gruppo d'armate Sud, ridotte a soli 257 carri armati, non erano più in grado di resistere alla continua spinta sovietica (con oltre 2.400 carri armati). Hitler si decise infine ad inviare notevoli rinforzi al feldmaresciallo von Manstein: la "Leibstandarte Adolf Hitler", che era partita per l'Italia subito dopo Kursk, fece ritorno sul fronte est, accompagnata dalle 24. e 16. Panzer-Division (sempre provenienti dall'Italia), dalla 14. Panzer-Division (appena ricostituita), dalla 25. Panzer-Division (trasferita dalla Norvegia) e dalla 1. Panzer-Division, reduce dal suo inutile soggiorno in Grecia.
Grazie a questi rinforzi corazzati l'Alto comando tedesco contrattaccò di nuovo abilmente a Žitomir ed a Krivoj Rog, riuscendo momentaneamente a bloccare l'avanzata sovietica in Ucraina (1º dicembre 1943). Durante queste aspre e continue battaglie si evidenziarono chiaramente le nuove caratteristiche operative delle Panzerdivision: non più in grado di sferrare grandi offensive strategiche per carenza di mezzi e per la potenza del nemico, equipaggiate a volte anche con cannoni d'assalto per mancanza di sufficienti panzer, privi di adeguata copertura aerea, spesso costrette ad incessanti impieghi lungo i vari settori del fronte orientale, ridotte al ruolo di "pompieri", e costrette ad un continuo ruolo di difesa mobile per ristabilire momentaneamente la situazione tattica locale, con un costante logoramento di uomini e mezzi.

#### Ordine di battaglia il 5 luglio 1943[99]
- Fronte orientale
  - Gruppo d'armate Centro
    - 12. Panzer-Division (maggior generale Erpo von Bodenhausen)
    - 8. Panzer-Division (tenente generale Sebastian Fichtner)
    - 2. Panzer-Division (maggior generale Vollrath Lübbe)
    - 4. Panzer-Division (tenente generale Dietrich von Saucken)
    - 5. Panzer-Division (maggior generale Ernst Felix Faeckenstedt)
    - 9. Panzer-Division (maggior generale Walter Scheller)
    - 18. Panzer-Division (maggior generale Karl Wilhelm von Schlieben)
    - 20. Panzer-Division (maggior generale Mortimer von Kessel)

  - Gruppo d'armate Sud
    - 11. Panzer-Division (maggior generale Johann Mickl)
    - 19. Panzer-Division (maggior generale Gustav Schmidt)
    - 17. Panzer-Division (maggior generale Walter Schilling)
    - 3. Panzer-Division (maggior generale Franz Westhoven)
    - 6. Panzer-Division (maggior generale Walther von Hünersdorff)
    - 7. Panzer-Division (maggior generale Hans Ritter von Funck)

  - Gruppo d'armate A
    - 13. Panzer-Division (maggior generale Helmuth von der Chevallerie)
    - 23. Panzer-Division (maggior generale Hans von Boineburg-Lengsfeld)

- Fronte occidentale
  -     - 24. Panzer-Division (maggior generale Maximilian von Edelsheim)
    - 14. Panzer-Division (maggior generale Wilhelm Sieberg)
    - 21. Panzer-Division (maggior generale Edgar Feuchtinger)
    - 26. Panzer-Division (maggior generale Smilo von Lüttwitz)
- Italia
  -     - 16. Panzer-Division (maggior generale Rudolf Sieckenius)
    - Panzer-Division "Hermann Göring" (maggior generale Paul Conrath)
- Grecia
  -     - 1. Panzer-Division (maggior generale Walter Krüger)
- Norvegia
  -     - 25. Panzer-Division (tenente generale Adolf von Schell)

Sul fronte meridionale, la schiacciante superiorità terrestre e soprattutto aerea anglosassone mise ancor più in difficoltà le Panzerdivision, e ne ridusse le possibilità offensive sul campo; sempre combattive, le varie divisioni corazzate si distinsero per abilità e efficienza in Sicilia ("Hermann Göring"), a Salerno (16. e 26. Panzer-Division) e sulla linea Gustav, infliggendo dure perdite al nemico ma senza poter arrestare l'avanzata alleata.
In Italia settentrionale dall'8 settembre la 24. Panzer-Division e la "Leibstandarte Adolf Hitler", rapidamente inviate da Hitler per fronteggiare la "defezione" italiana, riuscirono con facilità ad occupare il territorio ed a sgominare la debole e disorganizzata resistenza delle forze dell'ex-alleato. Dopo la stabilizzazione dell'autunno Hitler poté quindi trasferire la "Leibstandarte Adolf Hitler", la 24. e la 16. Panzer-Division sul fronte orientale, lasciando in Italia solo la "Hermann Göring" e la 26. Panzer-Division, oltre ad una serie di divisioni panzergrenadier più adatte ad operare nell'aspro territorio appenninico.
Alla fine del 1943 le Panzerdivision erano in gran parte impegnate nei durissimi combattimenti invernali sul fronte est (venti divisioni dell'esercito e quattro delle Waffen-SS), contro le nuove offensive dell'Armata Rossa, subito riprese dopo i brevi contrattacchi tedeschi di novembre e dicembre. Le divisioni corazzate tedesche avevano dimostrato ancora una volta abilità tattica e notevole preparazione degli equipaggi e i sovietici ebbero oltre 20.000 mezzi corazzati distrutti nel 1943, ma anche le perdite della Wehrmacht sul fronte est salirono nel corso dell'anno a oltre 6.300 carri armati e le forze corazzate del Terzo Reich furono costrette sempre più a combattere in difesa, con mezzi ridotti e in netta inferiorità numerica.

### 1944

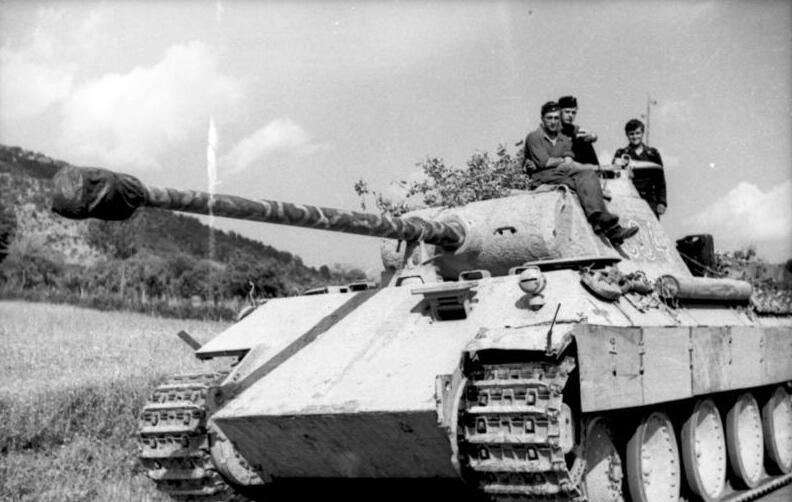
Carro Panther impegnato sul fronte italiano nel 1944.

Il 3 novembre 1943, Adolf Hitler, con la direttiva N. 51, stabiliva finalmente l'assoluta necessità per il Terzo Reich di potenziare con adeguate riserve mobili le difese del vantato Vallo Atlantico in Europa occidentale, di fronte alla prevedibile "invasione" anglosassone del continente, ritenuta probabile nella primavera del 1944. In seguito a questa direttiva, quindi, una serie di formazioni corazzate vennero costituite sul fronte occidentale o vennero richiamate da altri fronti; notevoli quantità di carri medi Panther e di carri pesanti Tiger vennero inviati a ovest con priorità rispetto al fronte orientale.
Nei mesi seguenti, alla 21. Panzer-Division, già presente sul posto, si aggiunsero la 2., 9. e 11. Panzer-Division dell'esercito, la "Leibstandarte Adolf Hilter" e la "Das Reich" delle Waffen SS (tutte provenienti dal fronte est, dove erano state decimate durante l'inverno), le nuove 116. Panzer-Division e Panzer-Division Lehr (costituita con i reparti addestramento della Panzerwaffe, che a marzo venne dirottata momentaneamente in Ungheria per partecipare alla Operazione Margarethe), e la 9. SS "Hohenstaufen", 10. SS "Frundesberg" e 12. Panzer-Division SS "Hitlerjugend", di nuova formazione. Al 1º giugno il fronte occidentale tedesco disponeva di oltre 2.000 carri armati (tra cui quasi 800 Panther) suddivisi in nove Panzerdivision.
Mentre continuava il progressivo rafforzamento del fronte occidentale, durante i mesi invernali del 1944, le Panzerdivision in azione si batterono strenuamente sia sul fronte italiano, dove la 26. Panzer-Division e la "Hermann Göring" , contrattaccarono a febbraio senza successo la testa di ponte alleata di Anzio, prima di essere costrette a ripiegare nel maggio 1944, dopo il riuscito sfondamento alleato della linea Gustav, e soprattutto sul gigantesco fronte orientale.

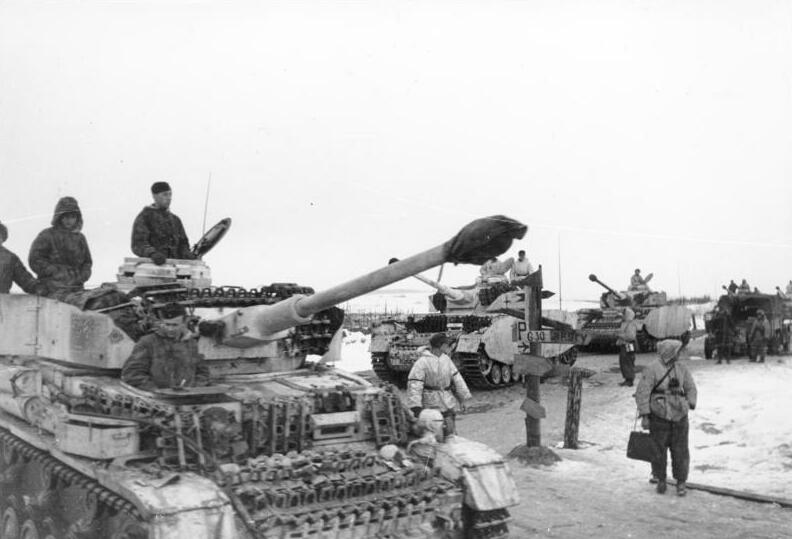
Colonna di Panzer IV in marcia nell'inverno 1944 sul fronte orientale. Notare i numerosi spezzoni di cingoli, posti dagli equipaggi, per migliorare la corazzatura dei loro panzer.

In questo teatro bellico, durante l'inverno, continuarono le incessanti offensive sovietiche contro il Gruppo d'armate Sud, nel settore di Žitomir, in quello di Kirovograd e soprattutto in quello di Čerkasy. Le Panzerdivision del feldmaresciallo von Manstein vennero continuamente trasferite da un settore critico all'altro per contenere le penetrazioni delle armate corazzate sovietiche: a Kirovograd (3. e 11. Panzer-Division) e a Vinnica (7., 1., 19., 6. Panzer-Division, 1. e 2. Panzer-Division SS) i carri tedeschi riuscirono a frenare l'avanzata nemica, mentre l'intervento di ben sette divisioni corazzate non riuscì a sbloccare le truppe tedesche accerchiate a Korsun', dopo aspri combattimenti in un clima proibitivo.

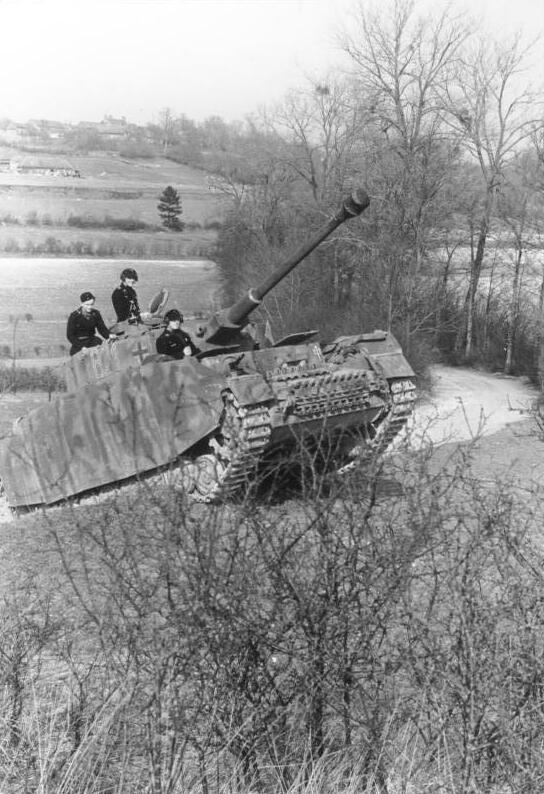
Un Panzer IV in addestramento all'ovest, in attesa dell'"invasione"

A marzo le Panzerdivision furono infine messe in grave difficoltà dalla nuova offensiva generale dei marescialli Žukov e Konev: a Uman' i carri tedeschi subirono gravi perdite e la massa delle divisioni corazzate del Gruppo d'armate Sud in ripiegamento fu accerchiata nella sacca di Kamenec-Podolsk. Le Panzerdivision tedesche (sette divisioni dell'esercito e due Waffen-SS), al comando del generale Hans-Valentin Hube, tuttavia mantennero la coesione e riuscirono ad effettuare una miracolosa ritirata verso ovest fino ad uscire dalla sacca e ricongiungersi con le due divisioni corazzate SS 9. "Hohenstaufen" e 10. "Frundesberg", richiamate da Hitler ad aprile dal fronte occidentale per ristabilire la situazione ed evitare la catastrofe ad est. A maggio il fronte orientale fu finalmente stabilizzato, dopo la riuscita ritirata delle divisioni del generale Hube, il contrattacco delle Waffen-SS e l'abile difesa della "Grossdeutschland" e di altre Panzerdivision (3., 13. e 24.) sul confine rumeno.
Nonostante il costante logoramento e le pesanti perdite contro le schiaccianti forze nemiche, a giugno 1944, alla vigilia dello sbarco alleato all'ovest e dell'offensiva d'estate sovietica, la Panzerwaffe, grazie agli sforzi organizzativi e alla crescente produzione dell'industria degli armamenti, poteva ancora fronteggiare le minacce degli alleati con un formidabile schieramento di Panzerdivision in buona efficienza ed in fase di riequipaggiamento con i potenti carri Panther (affiancati ai vecchi ma efficaci Panzer IV nei Panzer-regiment).
Erano disponibili in totale oltre 7.000 carri armati, divisi tra fronte est (4.700), fronte ovest (2.000) e fronte meridionale (300); il fronte occidentale disponeva di un maggior numero di carri Panther, mentre i Panzer IV, ritenuti più idonei a battaglie manovrate nelle pianure dell'est, erano presenti in grandi quantità nel Ostheer. Svantaggiate dalla totale superiorità aerea alleata e anche sovietica sul campo di battaglia e dalla netta inferiorità numerica (gli anglosassoni disponevano di oltre 10.000 mezzi corazzati e l'Armata Rossa di 12.000 carri armati) queste formazioni corazzate, ben equipaggiate e ancora nel complesso superiori al nemico per esperienza ed abilità tattica, si sarebbero sacrificate per cercare di impedire la sconfitta finale del Terzo Reich.

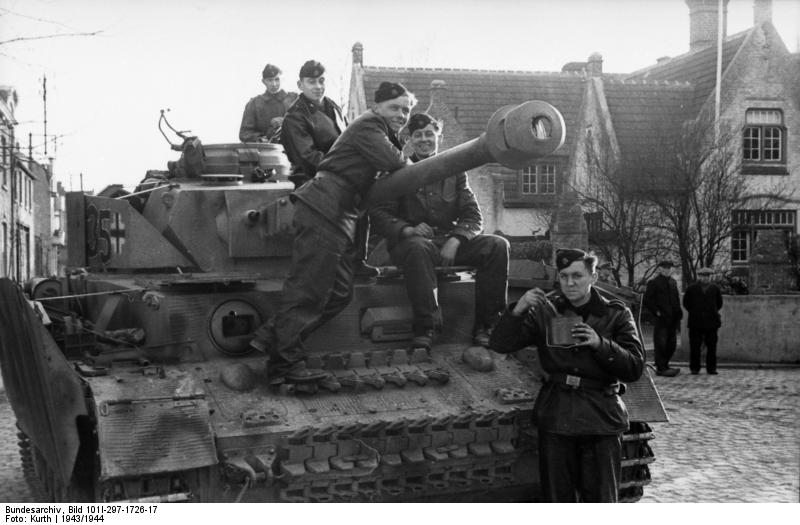
Giovanissimi equipaggi della 12. Panzer-Division SS "Hitlerjugend" in Francia nella primavera 1944, in attesa dello sbarco alleato.

Il 6 giugno 1944 gli alleati sferravano l'Operazione Overlord, sbarcando in forze sulle coste della Normandia; le nove Panzerdivision presenti all'ovest, mal posizionate o trattenute dall'Alto comando tedesco per incertezze sui veri obiettivi anglosassoni, intervennero solo in ritardo, a scaglioni successivi e in modo frammentario a causa soprattutto delle difficoltà di movimento all'aperto sotto la supremazia aerea del nemico. Il "D-Day" solo la 21. Panzer-Division, la più debole delle divisioni corazzate, sferrò senza successo un inefficace contrattacco sulla costa.

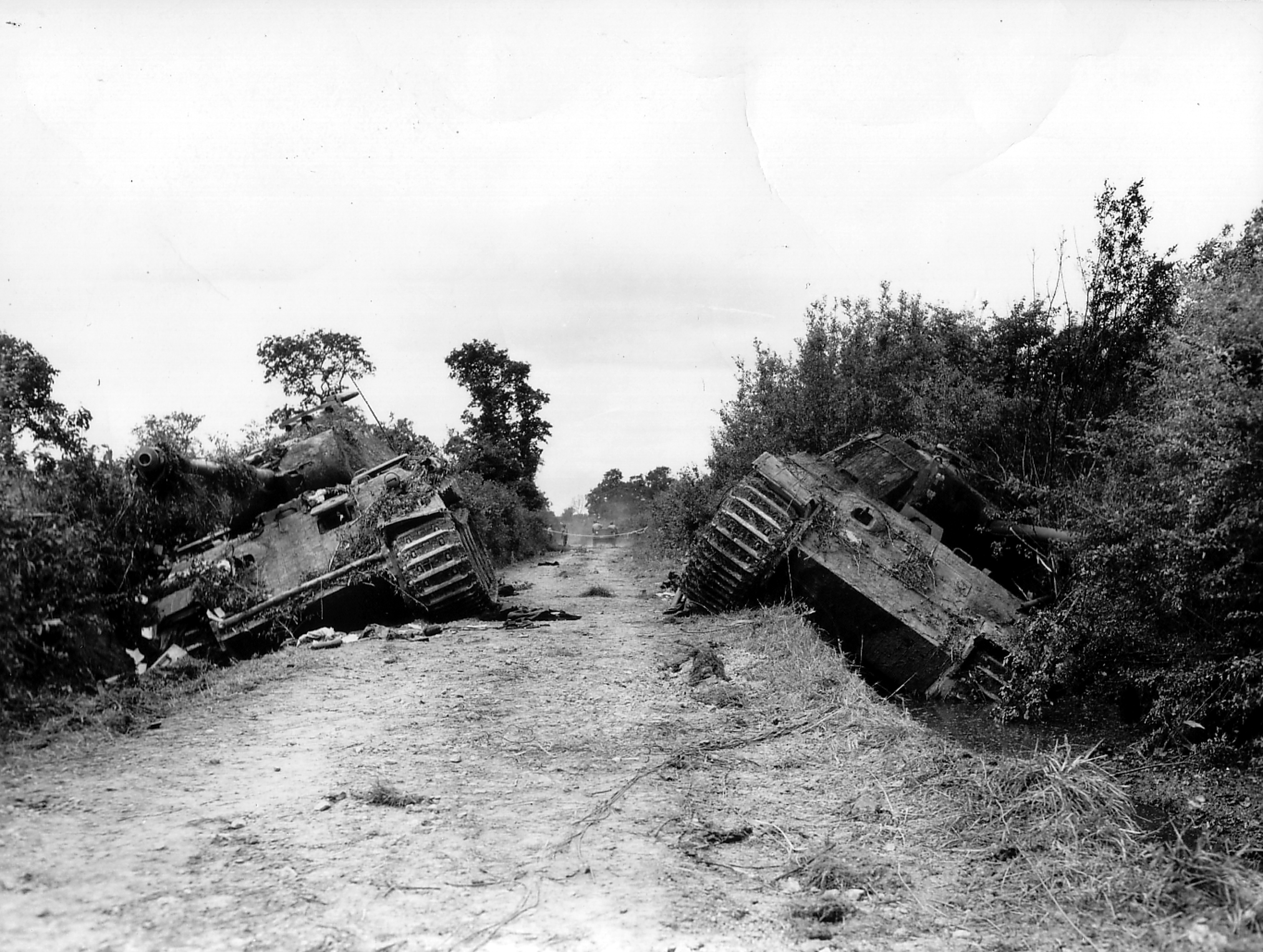
Due dei centinaia di Panther distrutti in Normandia.

Nelle settimane seguenti quasi tutte le divisioni corazzate tedesche affluirono sull'"Invasionfront", e entrarono in battaglia contro le sempre crescenti forze alleate. Le Panzerdivision, a cui si erano aggiunte le due divisioni SS "Hohenstaufen" e "Frundesberg", richiamate dall'est, si batterono con abilità e coraggio (in particolare la Panzer-Division Lehr, la SS "Hitlerjugend" e la 2. Panzer-Division) e respinsero un gran numero di attacchi alleati, infliggendo notevoli perdite al nemico, ma non riuscirono a effettuare un vero contrattacco in massa, riducendosi a missioni difensive di contenimento tattico.
Logorate dalle continue perdite, dopo un disperato contrattacco a Mortain il 7 agosto (con quattro Panzerdivision) per cercare di bloccare lo sfondamento americano a Avranches, le formazioni corazzate, decimate a Falaise dall'aviazione alleata, sfuggirono solo con grande difficoltà dal franante fronte di Normandia e ripiegarono in rotta a est della Senna, dopo aver perso la maggior parte del loro materiale. I tedeschi persero oltre 1.900 carri armati sul fronte occidentale tra giugno e agosto, e a settembre solo 100 carri armati erano ancora in azione inseguiti verso il confine tedesco da oltre 2.000 mezzi corazzati alleati (che pur avevano subito la perdita di circa 3.500 carri armati).
Mentre le Panzerdivision schierate sul "fronte dell'invasione" si battevano coraggiosamente per cercare di fermare l'avanzata alleata sul continente, l'Armata Rossa era ripartita all'offensiva, a partire dal 22 giugno, sul fronte orientale, sferrando un potente attacco contro il Gruppo d'armate Centro in Bielorussia che, disponendo inizialmente di una sola divisione corazzata di riserva (la 20. Panzer-Division.) venne praticamente accerchiato e distrutto. Hitler e l'Alto comando tedesco, ingannati sulle reali intenzioni sovietiche avevano concentrato la maggior parte delle riserve corazzate nel settore meridionale del fronte (quattordici Panzerdivision e la "Grossdeutschland") temendo una spinta nemica verso la Galizia o i Balcani.

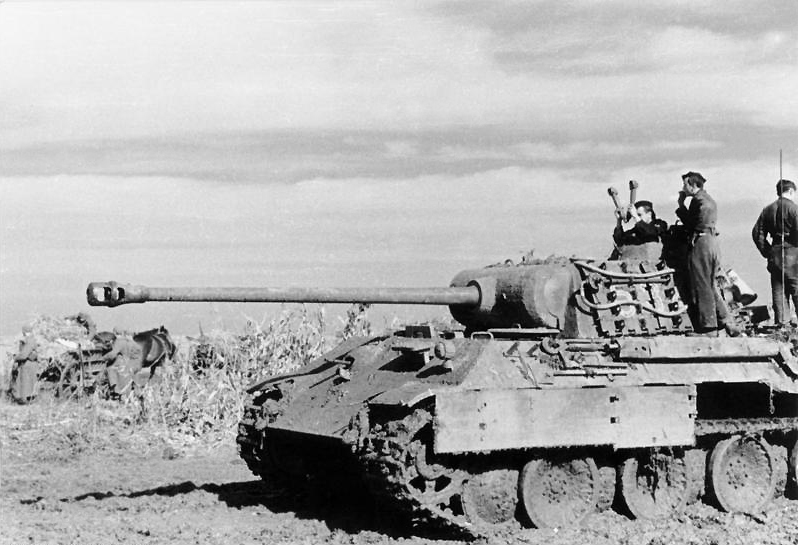
Un carro Panther durante gli scontri in Ungheria.

Dopo il crollo in Bielorussia, quattro Panzerdivision vennero precipitosamente dirottate nel settore dello sfondamento per cercare di sbarrare ai corpi corazzati sovietici la via per la Polonia, i Paesi Baltici e la Prussia orientale. Nonostante il valore dimostrato, la 4., la 5. e la 12. Panzer-Division non riuscirono a fermare l'avanzata nemica e per un momento il fronte orientale sembrò destinato al crollo definitivo. Grazie a misure d'emergenza e alla arrivo di altre Panzerdivision (quattro provenienti dal Gruppo d'armate Ucraina Sud, tre richiamate dal territorio del Reich e la "Hermann Göring" proveniente dall'Italia), durante le prime due settimane d'agosto, la Wehrmacht riuscì a salvare una situazione apparentemente compromessa dopo le catastrofiche perdite subite e dopo la nuova poderosa offensiva corazzata sovietica in Galizia del 13 luglio.
Alle porte di Varsavia, cinque Panzerdivision contrattaccarono con successo le forze corazzate sovietiche e sbarrarono la via della capitale polacca (2 agosto); in Prussia orientale la "Grossdeutschland" e la 5. Panzer-Division impedirono l'irruzione sovietica in territorio tedesco (8 agosto); il 16 agosto sei divisioni corazzate contrattaccarono nel Baltico e riuscirono a riaprire il collegamento via terra con il Gruppo d'armate Nord in precedenza isolato dall'avanzata sovietica (Operazione Doppelkopf).

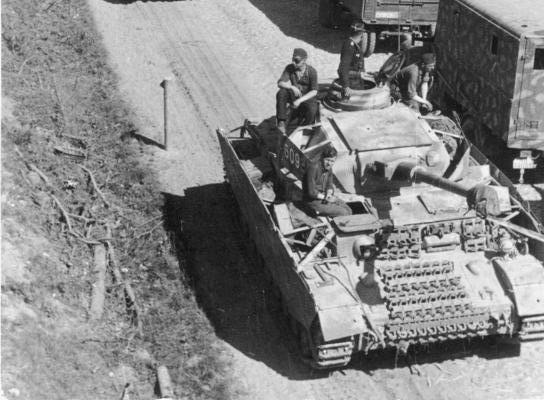
Panzer IV in marcia durante l'estate 1944 all'est.

Tuttavia alla fine di agosto, mentre le riserve mobili tedesche riuscivano ad arrestare l'avanzata sovietica in Polonia e nei Paesi Baltici, le forze tedesco-rumene schierate più a sud, che ormai disponevano di una sola divisione corazzata, dopo il trasferimento delle altre più a nord, vennero a loro volta attaccate e sbaragliate dal 23 agosto da una nuova potente offensiva sovietica. La Wehrmacht dovette ripiegare in fretta abbandonando completamente i Balcani e cercando di proteggere l'Ungheria.
Ancora una volta, tre Panzerdivision (1., 23. e 24. Panzer-Division), vennero richiamate a sud per sbarrare la via di Budapest. A settembre e ad ottobre si succedettero aspre battaglie di carri nella pianura ungherese (battaglia di Debrecen). Le Panzertruppen mostrarono la consueta abilità nelle manovre combinate e nelle tattiche, riuscendo spesso a infliggere duri scacchi alle forze corazzate sovietiche, ma dovettero comunque retrocedere lentamente. Alla fine dell'anno sul fronte orientale, mentre la linea della Vistola rimaneva calma e nei Paesi Baltici si combatteva duramente, in Ungheria, nonostante l'intervento di altre tre divisioni corazzate (3., 6. e 8. Panzer-Division), Budapest era ormai stata accerchiata dall'avanzata convergente delle forze dell'Armata Rossa.
La situazione del fronte orientale, nonostante la tenace ed abile difesa, era ormai molto precaria per il Terzo Reich e la Germania era direttamente minacciata; durante il 1944 la Panzerwaffe perse oltre 6.400 carri armati durante le campagne all'est, pur infliggendo al nemico sovietico la perdita di circa 15.000 mezzi corazzati.

#### Ordine di battaglia il 6 giugno 1944[56]
- Fronte orientale
  - Gruppo d'armate Nord
    - 12. Panzer-Division (maggior generale Gerhard Müller)

  - Gruppo d'armate Centro
    - 20. Panzer-Division (maggior generale Mortimer von Kessel)

  - Gruppo d'armate Ucraina Nord
    - 1. Panzer-Division (maggior generale Werner Marcks)
    - 4. Panzer-Division (maggior generale Clemens Betzel)
    - 5. Panzer-Division (maggior generale Karl Decker)
    - 8. Panzer-Division (maggior generale Werner Friebe)
    - 16. Panzer-Division (maggior generale Hans-Ulrich Back)
    - 17. Panzer-Division (maggior generale Karl-Friedrich von der Meden)
    - 7. Panzer-Division (maggior generale Gerhard Schmidhuber)
    - 9. Panzer-Division SS "Hohenstaufen" (maggior generale Wilhelm Bittrich)
    - 10. Panzer-Division SS "Frundesberg" (maggior generale Heinz Harmel)

  - Gruppo d'armate Ucraina Sud
    - 3. Panzer-Division (maggior generale Wilhelm Philipps)
    - 13. Panzer-Division (tenente generale Hans Tröger)
    - 14. Panzer-Division (maggior generale Martin Unrein)
    - 23. Panzer-Division (maggior generale Ewald Kraeber)
    - 24. Panzer-Division (maggior generale Maximilian von Edelsheim)
    - 3. Panzer-Division SS "Totenkopf" (maggior generale Hermann Priess)
    - 5. Panzer-Division SS "Wiking" (maggior generale Herbert Gille)
    - Panzer-grenadier Division "Grossdeutschland" (maggior generale Hasso von Manteuffel)

- Fronte occidentale
  - Gruppo d'armate B
    - 2. Panzer-Division (maggior generale Heinrich von Lüttwitz)
    - 12. Panzer-Division SS "Hitlerjugend" (maggior generale Fritz Witt)
    - 21. Panzer-Division (maggior generale Edgar Feuchtinger)
    - 116. Panzer-Division (maggior generale Gerhard Graf von Schwerin)
    - Panzer-Division Lehr (maggior generale Fritz Bayerlein)
    - 1. Panzer-Division SS "LAH" (maggior generale Theodor Wisch)

  - Gruppo d'armate G
    - 9. Panzer-Division (maggior generale Erwin Jolasse)
    - 11. Panzer-Division (maggior generale Wend von Wietersheim)
    - 2. Panzer-Division SS "Das Reich" (maggior generale Heinz Lammerding)
- Italia
  -     - 26. Panzer-Division (maggior generale Smilo von Lüttwitz)
    - Panzer-Division "Hermann Göring" (maggior generale Paul Conrath)

In ricostituzione
- -     - 6. Panzer-Division (maggior generale Rudolf von Waldenfels)
    - 19. Panzer-Division (maggior generale Hans Källner)
    - 25. Panzer-Division (maggior generale Oswin Grolig)

Anche sul fronte occidentale, durante il mese di settembre, la Wehrmacht riuscì miracolosamente a stabilizzare la situazione dopo aver abbandonato la Francia e il Belgio, appoggiandosi alle opere fortificate della Linea Sigfrido e sfruttando le difficoltà logistiche degli eserciti alleati la cui vittoria definitiva era sembrata invece inevitabile alla fine di agosto, dopo il crollo del fronte di Normandia e la liberazione di Parigi. Le Panzerdivision schierate a ovest, troppo indebolite dalle precedente battaglie e estremamente a corto mezzi, ebbero un ruolo minore nelle battaglie difensive, tranne ad Arnhem dove le due divisioni corazzate delle SS "Hohenstaufen" e "Frundesberg" intervennero in modo decisivo contro i paracadutisti britannici.
In questo periodo Hitler e l'OKW fecero grandi sforzi per inviare rinforzi di carri armati all'esercito dell'ovest e venne anche tentato, con risultati deludenti, l'esperimento delle Panzer-brigade (piccole formazioni corazzate ben fornite di panzer moderni ma con equipaggi inesperti e con scarsi reparti di appoggio anticarro e logistico): inviate prematuramente in azione per frenare le mobilissime colonne meccanizzate alleate subirono dure sconfitte e vennero presto sciolte e integrate nelle normali Panzerdivision, in ricostituzione e molto più esperte.
Il 16 dicembre 1944 Hitler sferrava l'ultima grande offensiva tedesca all'ovest (Operazione Herbstnebel), cogliendo di sorpresa le forze alleate e ottenendo inizialmente notevoli successi. Il Führer riteneva ancora possibile un ribaltamento dell'esito della guerra a favore della Germania con un grande attacco di divisioni corazzate sferrato in inverno, nel settore boscoso delle Ardenne, mirando a infliggere una clamorosa sconfitta agli alleati anglo-sassoni e favorire la disgregazione della "Grande Alleanza".
Sottovalutando la minaccia sovietica all'est, Hitler inviò oltre 2.200 nuovi carri armati (tra cui molti Panther e Tiger II ultimo modello) sul fronte occidentale e impose agli alti comandi il suo ambizioso piano di operazioni. Nelle fasi iniziali le nove Panzerdivision impegnate nelle Ardenne riuscirono a sfondare le linee americane e le unità corazzate dell'esercito (2. Panzer-Division e Panzer-Division Lehr) proseguirono in profondità dopo aver sbaragliato le deboli riserve corazzate statunitensi. Già dopo pochi giorni, però, la situazione volse a favore degli Alleati.
Nel clima invernale, l'avanzata fu molto più lenta del previsto, le cinque Panzerdivision SS, meno abili tatticamente, si fecero agganciare dalla tenace difesa americana e vennero bloccate; anche le punte corazzate giunte in vicinanza della Mosa furono sorprese dall'aviazione alleata e contrattaccate dalle esperte e ben equipaggiate riserve corazzate americane. Alla fine dell'anno l'offensiva si era trasformata in una aspra lotta difensiva per rallentare il contrattacco alleato, le Panzerdivision, meno abili del previsto nella manovra, avevano inoltre subito pesanti perdite (oltre 600 panzer), mentre si manifestava all'est la minaccia di una nuova offensiva generale sovietica sulla Vistola e in Prussia orientale.

#### Ordine di battaglia il 16 dicembre 1944[56]
- Fronte orientale
  - Gruppo d'armate Nord
    - 12. Panzer-Division (maggior generale Erpo von Bodenhausen)
    - 4. Panzer-Division (maggior generale Clemens Betzel)
    - 14. Panzer-Division (maggior generale Martin Unrein)

  - Gruppo d'armate Centro
    - 5. Panzer-Division (maggior generale Rolf Lippert)
    - 7. Panzer-Division (tenente generale Karl Maus)
    - Panzer-Division "Hermann Göring" (colonnello Horst von Necker)
    - Panzer-grenadier Division "Grossdeutschland" (maggior generale Karl Lorenz)
    - 3. Panzer-Division SS "Totenkopf" (maggior generale Helmuth Becker)
    - 5. Panzer-Division SS "Wiking" (maggior generale Karl Ullrich)

  - Gruppo d'armate A
    - 16. Panzer-Division (maggior generale Dietrich von Müller)
    - 17. Panzer-Division (colonnello Albert Brux)
    - 19. Panzer-Division (maggior generale Hans Källner)
    - 20. Panzer-Division (colonnello Hermann von Oppeln-Bronikowski)
    - 25. Panzer-Division (maggior generale Oskar Audosch)

  - Gruppo d'armate Sud
    - 1. Panzer-Division (maggior generale Ebherard Thunert)
    - 3. Panzer-Division (maggior generale Wilhelm Philipps)
    - 6. Panzer-Division (maggior generale Rudolf von Waldenfels)
    - 8. Panzer-Division (maggior generale Gottfried Frölich)
    - 13. Panzer-Division (tenente generale Gerhard Schmidhuber)
    - 23. Panzer-Division (maggior generale Josef von Radowitz)
    - 24. Panzer-Division (maggior generale Gustav Adolf von Nostitz-Walnitz)

- Fronte occidentale
  - Gruppo d'armate B
    - 2. Panzer-Division (maggior generale Meinrad von Lauchert)
    - 9. Panzer-Division (maggior generale Harald von Elvelfeld)
    - 116. Panzer-Division (maggior generale Siegfrid von Waldenburg)
    - Panzer-Division Lehr (maggior generale Fritz Bayerlein)
    - 1. Panzer-Division SS "LAH" (maggior generale Wilhelm Mohnke)
    - 12. Panzer-Division SS "Hitlerjugend" (maggior generale Hugo Kraas)
    - 9. Panzer-Division SS "Hohenstaufen" (maggior generale Sylvester Stadler)
    - 10. Panzer-Division SS "Frundesberg" (maggior generale Heinz Harmel)
    - 2. Panzer-Division SS "Das Reich" (maggior generale Heinz Lammerding)

  - Gruppo d'armate G
    - 11. Panzer-Division (maggior generale Wend von Wietersheim)
    - 21. Panzer-Division (maggior generale Edgar Feuchtinger)
- Italia
  -     - 26. Panzer-Division (maggior generale Eduard Crasemann)

## La fine delle Panzerdivision

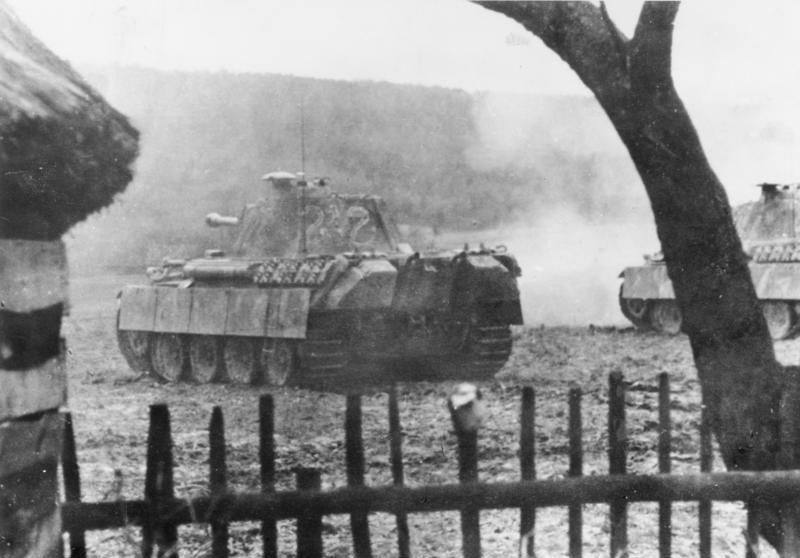
Carri Panther in combattimento per contrastare l'offensiva sovietica dell'inverno 1944-45.

Durante la battaglia delle Ardenne e la nuova e deludente offensiva in Alsazia del 31 dicembre, Hitler e l'Alto comando avevano lanciato anche un contrattacco sul fronte orientale, cercando di sbloccare le notevoli forze accerchiate a Budapest ed impegnate in una furiosa battaglia stradale. L'operazione Konrad, iniziata il 1º gennaio 1945 con sei Panzerdivision, tra cui la 3. e la 5. Panzer-Division SS "Totenkopf" e "Wiking", trasferite dal fronte della Vistola, ottenne alcuni successi e il 18 gennaio le truppe corazzate si avvicinarono fino a 25 km dalla città ma infine non riuscirono a sbloccare la capitale ungherese di fronte alla violenta reazione delle forze sovietiche.

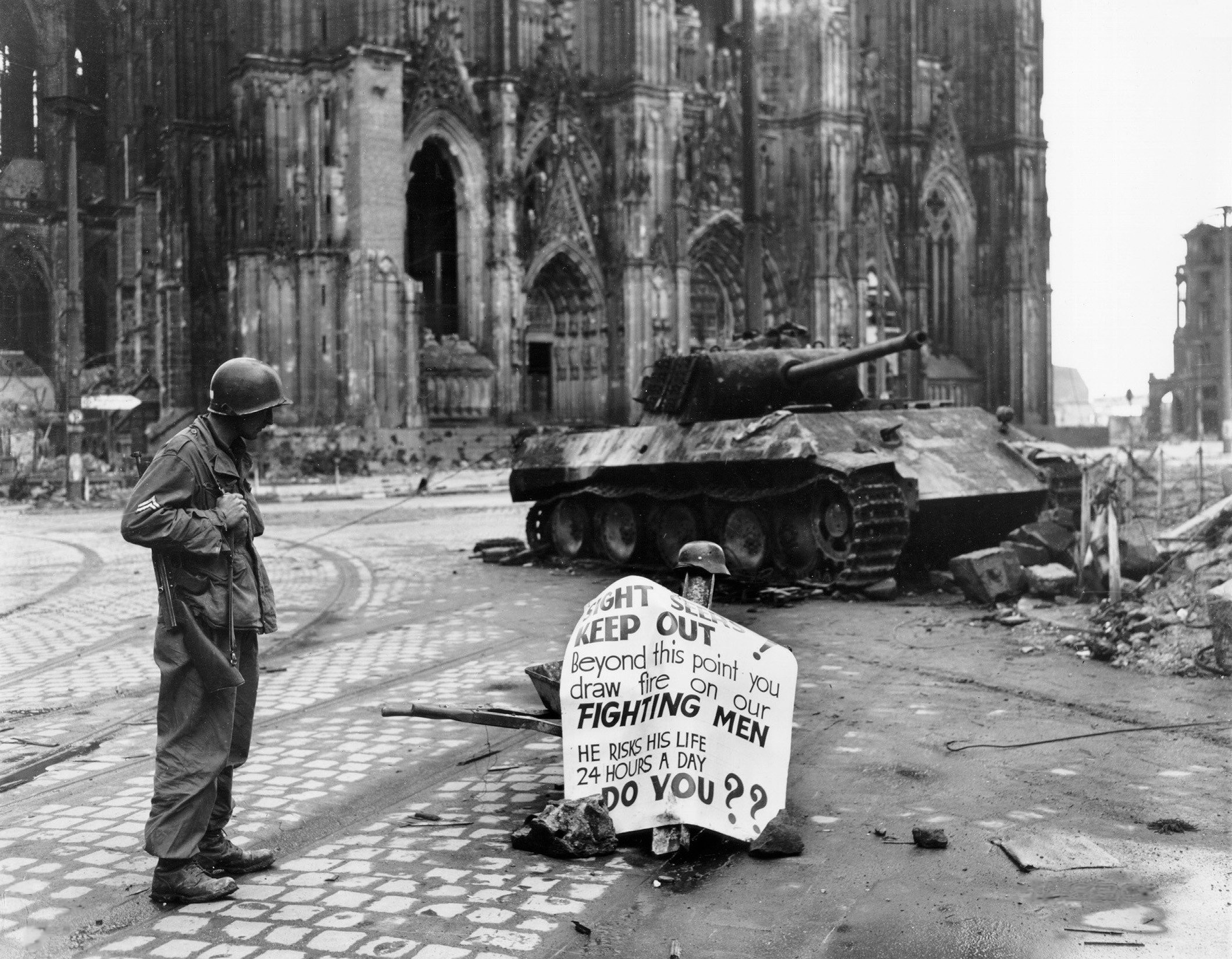
Relitto di un carro Panther davanti alla cattedrale della città di Colonia caduta in mano alleate il 4 aprile 1945.

Nel frattempo, il 12 gennaio, aveva avuto inizio l'ultima grande offensiva invernale dell'Armata Rossa sul fronte della Vistola e del Narew; le riserve corazzate tedesche, molto insufficienti e mal posizionate, vennero sorprese dalla violenza dell'attacco e dovettero ripiegare precipitosamente per evitare la distruzione di fronte alle armate corazzate sovietiche, in schiacciante superiorità numerica ed ormai molto esperte ed efficienti.
Il fronte sulla Vistola venne completamente travolto e i carri sovietici avanzarono rapidamente fino all'Oder, minacciando direttamente Berlino. Tre Panzerdivision rimasero tagliate fuori in Curlandia, mentre altre quattro combatterono accanitamente per settimane in Prussia orientale. A febbraio Hitler decise di organizzare una nuova serie di divisioni corazzate di rinforzo, equipaggiate però con solo un battaglione di panzer (54 carri armati) e pochissimi mezzi. Furono le cosiddette divisioni "fantasma" denominate con epiteti altisonanti legati alla tradizione militare germanica (Clausewitz, Muncheberg, Holstein, Feldherrnhalle, Jüteborg, Kurmark, Schlesien) ma quasi inutili nei combattimenti.
A febbraio e marzo la Wehrmacht fece un ultimo tentativo di respingere l'Armata Rossa, sguarnendo il fronte occidentale, ridotto a sole quattro divisioni corazzate e meno di 500 carri, e facendo affluire sei Panzerdivision dall'ovest, tra cui le cinque divisioni Waffen-SS, reduci dalle Ardenne. In Pomerania una breve controffensiva sul fianco delle linee sovietiche sull'Oder non diede risultati, mentre l'ambiziosa controffensiva del Balaton (sferrata con dieci divisioni corazzate) dopo qualche successo venne presto bloccata dalle forze sovietiche.
La sconfitta era ormai inevitabile: all'ovest da marzo l'avanzata alleata divenne incontrollabile, le poche Panzerdivision ancora efficienti tentarono di ripiegare verso est, dopo aver offerto resistenza a Remagen, nella Ruhr e sulla Nahe. La Panzer-Division Clausewitz, che tentava di contrattaccare le colonne alleate nell'Harz, venne distrutta nell'area di Magdeburgo, mentre i carri armati americani avanzarono fino all'Elba. In Italia i pochi carri armati disponibili (26. Panzer-Division) non poterono fermare l'avanzata alleata e vennero abbandonati a sud del Po.
All'est, la battaglia di Berlino vide protagoniste una serie di formazioni raccogliticce tra cui le Panzerdivision Muncheberg e Kurmark; le divisioni corazzate accerchiate in Curlandia e in Prussia si batterono coraggiosamente fino all'ultimo; le divisioni Waffen-SS ripiegarono in Austria e Baviera, dopo aver abbandonato Vienna, mentre le numerose Panzerdivision in combattimento in Slesia ed in Boemia opposero forte resistenza ai sovietici. Il 21 aprile la 20. Panzer-Division sferrò l'ultimo attacco delle forze corazzate tedesche durante la guerra, riconquistando per breve tempo Bautzen.
Infine, ai primi di maggio tutte le divisioni corazzate ancora efficienti, ridotte a pochissimi carri armati, si ritirarono in massa verso ovest per cercare di arrendersi alle truppe alleate e sfuggire alle forze dell'Armata Rossa contro cui avevano, per la maggior parte della guerra, aspramente combattuto.

### Data e luogo della resa delle Panzerdivision[155]
- -     - 1. Panzer-Division (maggior generale Ebherard Thunert) 9 maggio 1945, Liezen, Stiria
    - 2. Panzer-Division (colonnello Karl Stollobrock) 7 maggio 1945, ovest di Plzeň
    - 3. Panzer-Division (colonnello Volkmar Schöne) 9 maggio, Lieze, Stiria
    - 4. Panzer-Division (colonnello Ernst Hoffmann) 8 maggio 1945, foce della Vistola
    - 5. Panzer-Division (maggior generale Hans Herzog) 17 aprile 1945, Samland
    - 6. Panzer-Division (maggior generale Rudolf von Waldenfels) 8 maggio 1945, ovest di Brno
    - 7. Panzer-Division (colonnello Hans Christern) 3 maggio 1945, Hagenow, Meclemburgo
    - 8. Panzer-Division (maggior generale Heinrich-Georg Hax) 8 maggio 1945, Olomouc
    - 9. Panzer-Division (colonnello Helmuth Zollenkopf) 17 aprile 1945, Iserlohn
    - 11. Panzer-Division (maggior generale Wend von Wietersheim) 4 maggio 1945, Furth im Wald
    - 12. Panzer-Division (maggior generale Erpo von Bodenhausen) 8 maggio 1945, Curlandia
    - 13. Panzer-Division/Panzer-Division Feldherrenhalle 2 (maggior generale Franz Bäke) 8 maggio 1945 est di Brno
    - 14. Panzer-Division (colonnello Karl Grässel) 8 maggio 1945, Curlandia
    - 16. Panzer-Division (colonnello Kurt Treuhaupt) 8 maggio 1945, nord di Olomouc
    - 17. Panzer-Division (maggior generale Theodor Kretschemer) 8 maggio 1945, Ostrava
    - 19. Panzer-Division (maggior generale Hans-Joachim Deckert) 8 maggio 1945, est di Praga
    - 20. Panzer-Division (colonnello Hermann von Oppeln-Bronikowski) 8 maggio 1945, Tharandt, Sassonia
    - 21. Panzer-Division (tenente generale Werner Marcks) 29 aprile 1945, Königswusterhausen
    - 23. Panzer-Division (maggior generale Josef von Radowitz) 8 maggio 1945, Mauterndorf
    - 24. Panzer-Division (maggior generale Gustav Adolf von Nostitz-Walnitz) 4 maggio 1945, Frische Nehrung
    - 25. Panzer-Division (maggior generale Oskar Audosch) 9 maggio 1945, Moldautheinau
    - 26. Panzer-Division (tenente generale Viktor Linnarz) 3 maggio 1945, Bolzano
    - 116. Panzer-Division (maggior generale Siegfrid von Waldenburg) 17 aprile 1945, Iserlohn
    - Panzer-Division Lehr (colonnello Paul von Hauser), 16 aprile 1945, Altena, Ruhr
    - Panzer-Division Muncheberg (maggior generale Werner Mummert) 3 maggio 1945, Berlino
    - Panzer-Division Kurmark (colonnello Wilhelm Langkeit), 5 maggio 1945, fiume Elba
    - Panzer-Division Clausewitz (tenente generale Martin Unrein), 24 aprile 1945, area di Magdeburgo
    - 1. Panzer-Division SS "LAH" (maggior generale Otto Kumm) 8 maggio 1945, Stiria
    - 2. Panzer-Division SS "Das Reich" (maggior generale Karl Kreutz) 8 maggio ovest di Praga
    - 3. Panzer-Division SS "Totenkopf" (maggior generale Helmuth Becker) 8 maggio, Stiria
    - 5. Panzer-Division SS "Wiking" (maggior generale Karl Ullrich) 5 maggio 1945, sud di Brno
    - 9. Panzer-Division SS "Hohenstaufen" (maggior generale Sylvester Stadler) 8 maggio 1945, Stiria
    - 10. Panzer-Division SS "Frundesberg" (maggior generale Franz Roestel) 8 maggio 1945, fiume Elba
    - 12. Panzer-Division SS "Hitlerjugend" (maggior generale Hugo Kraas) 8 maggio 1945, Stiria
    - Panzer-Division "Hermann Göring" (maggior generale Max Lemke) 8 maggio, sud di Dresda
    - Panzer-grenadier Division "Grossdeutschland" (maggior generale Karl Lorenz) 4 maggio 1945, penisola di Hela